# Cartagena (Spanje)
Cartagena is een stad en havenplaats in het oosten van Spanje, in de regio Murcia, aan de Middellandse Zee. De stad heeft 214.759 inwoners (1 januari 2016). De kust wordt de Costa Cálida genoemd. De stad is omringd door een muur met daarin acht poorten. De natuurlijke haven is een zeer diepe baai waaraan de voornaamste marinebasis van Spanje ligt. Twee vooruitstekende kapen, met daarop vestingen, beschermen de stad. Bezienswaardig zijn de kathedraal Santa María Veja uit de dertiende eeuw en het uitzicht vanaf de ruïne Castillo de la Concepción.

## Geschiedenis
De stad werd in de derde eeuw v.Chr. gesticht door Hasdrubal de Schone, een legeraanvoerder uit Carthago. De stad werd Qart chadast (Nieuwe Stad) genoemd, net als Carthago.
Oorspronkelijk was Carthago een Fenicische kolonie of nederzetting. Nadat de oorspronkelijke Fenicische plaatsen als Tyrus, Sidon en Byblos echter overheerst werden door andere volkeren, begon het evenwicht van de Fenicische cultuur en de Fenicische machtssfeer sterk naar het westen van de Middellandse Zee te verschuiven, met Carthago als nieuw centrum hiervan. Cartagena was onderdeel van de verdere verbreiding van deze invloedssfeer naar het westen toe.
Tijdens de Tweede Punische Oorlog in 209 v.Chr. veroverden de Romeinen onder Scipio Africanus de stad. Ze ging onder de naam 'Carthago Nova' (Nieuw Carthago) deel uitmaken van het Romeinse Rijk. Hiervan is de naam Cartagena van afgeleid. Etymologisch gezien is in de naam Carthago Nova zowel het woord nieuw in het Fenicisch, als in het Latijn aanwezig, wat dubbelop kan lijken, maar het niet is, want het Latijnse 'nova' werd toegevoegd om het te onderscheiden van Carthago in Noord-Afrika.
Gedurende de Moorse tijd droeg de stad onder meer de naam 'Qartayanna', en bezat het een grote mate van autonomie. Het was een zelfstandig vorstendom dat later werd verenigd met Aragon.
Voor de stichter van de stad, Hasdrubal de Schone, werd in 1968 een borstbeeld opgericht. Cartagena heeft een archeologisch museum waar vooral objecten uit de Romeinse tijd getoond worden die bij opgravingen zijn gevonden.

## Aardrijkskundige omschrijving

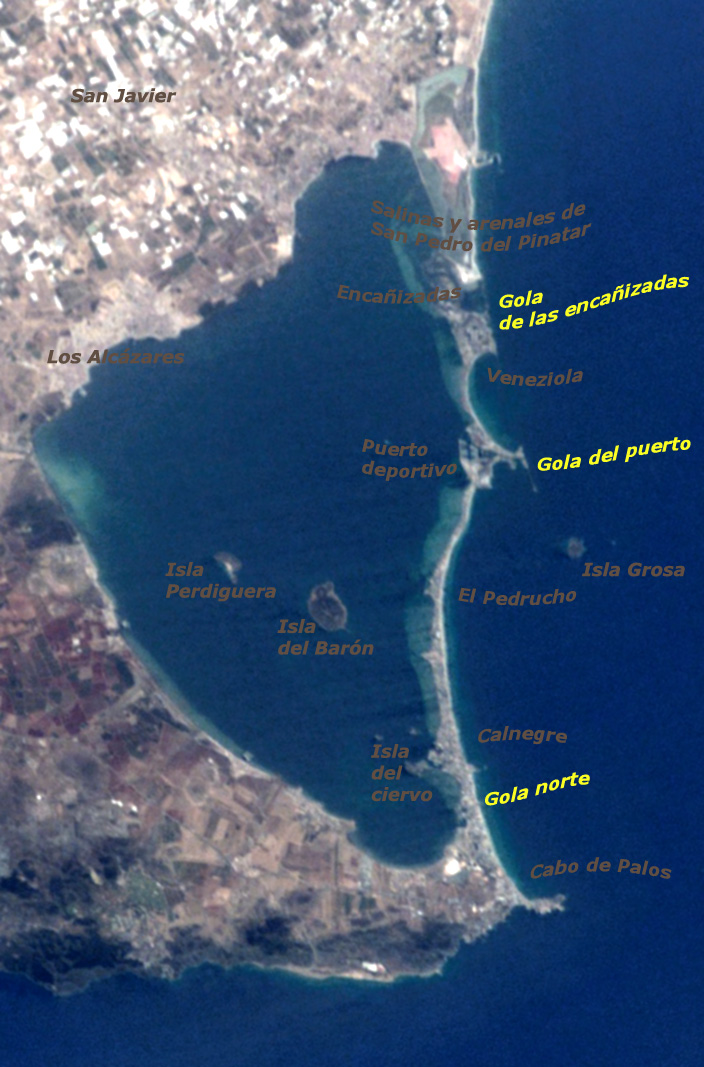
Satellietbeeld met namen eilanden en stranden van La Manga del Mar Menor

### Geografie en topografie
De stad Cartagena is gevestigd in Spanje, in het zuidoosten van het Iberisch schiereiland, en heeft de coördinaten 37° 36' NB, 0° 59' WL. De gemeente heeft een oppervlakte van 560 km².
De gemeente Cartagena is een groot hellend vlak van het NW naar het ZO. De gemeente is in het noorden begrensd door de promenade van El Albujón, in het zuiden en het oosten door de Middellandse Zee en in het westen door de heuvels van Cabezos del Pericón en Sierra de las Victorias.
De dominante materialen in de samenstelling van deze bergen zijn veelal van metamorfe (leisteen, marmer etc.) en sedimentaire (kalksteen) aard. De vlakte van Campo de Cartagena zelf bestaat uit sedimentair materiaal dat voornamelijk voortkomt uit recente oorsprong, aangezien de Campo de Cartagena opgestegen is uit de zee gedurende het Plioceen. Ten slotte zijn er ook overblijfselen van recente vulkanische activiteit verspreid over de Campo de Cartagena.
Het historische centrum van de stad wordt omringd door vijf kleine heuvels (Molinete, Monte Sacro, Monte de San José, Despeñaperros (stijgende / uitgerekte honden) en Monte de la Concepción), die oorspronkelijk deel uitmaakten van een schiereiland. Dit gebied werd omringd door een zee bekend onder de naam Mar de Mandarache en de huidige baai. Dankzij de baai beschikt het havengebied over een opening naar de Middellandse Zee. Deze opening wordt natuurlijk beschermd door de uitlopers van San Julian en Galeras, aangezien deze heuvels de ingang van havenstad flankeren. Ter uitbreiding van de stad werd de oude binnenzee, Mar de Mandarache in het begin van de twintigste eeuw opgevuld.
De stedelijke ruimte wordt begrensd of doorkruist door verschillende waterlopen, waarvan sommige, zoals de Rambla de Benipila, gekanaliseerd werden in de achttiende eeuw. De meeste van deze waterlopen staan het grootste gedeelte van het jaar droog, maar door hevige waterval kunnen er in enkele dagen overstromingen plaatsvinden. De laatste maal dat dit gebeurde was in september 2009.

### Campo de Cartagena

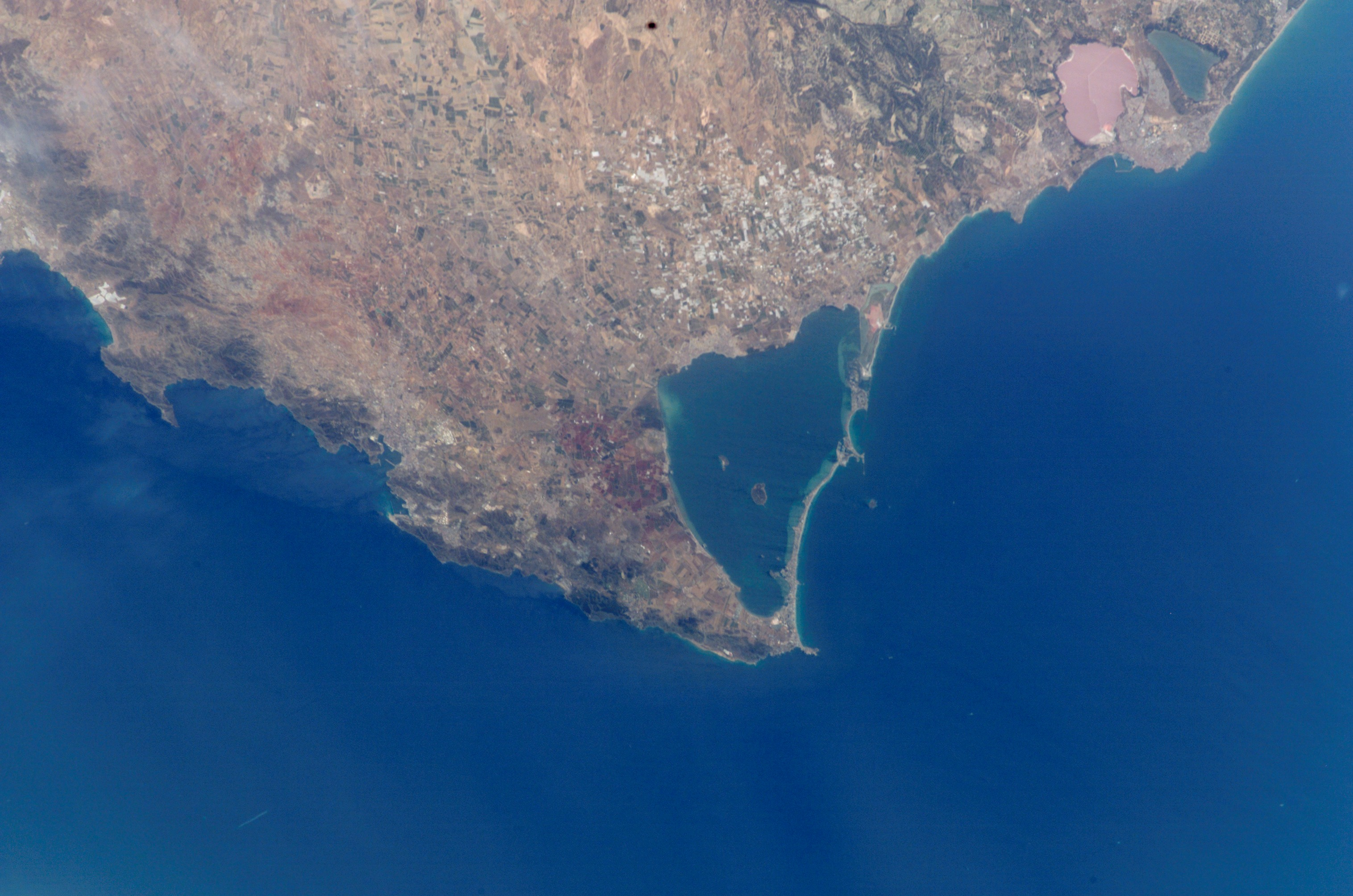
Satellietfoto van Cartagena, Mar Menor & Cabo de Palos

Rond de stad ligt een brede vlakte, die in het noorden en noordwesten begrensd wordt door de oostelijke uitlopers van de Cordilleras Béticas, bestaande uit de pre-kustgebergte (Carrascoy, El Puerto, Los Villares, Columbares en Escalona), en in het zuiden en zuidwesten door de vlaktes en de bergketens van de kustlijn (El Algarrobo, Sierra de la Muela, Pelayo, Gorda, Sierra de la Fausilla en la Sierra minera de Cartagena-La Unión, met als uiterste uitsteeksel in de Middellandse Zee, Cabo de Palos).
De Campo de Cartagena wordt gevormd door de gemeenten van Cartagena, La Unión, Fuente Alamo de Murcia, Los Alcázares, Torre Pacheco, San Javier, San Pedro del Pinatar en een gedeelte van de gemeente Murcia.
In de vlakte van de Campo de Cartagena vinden we vulkanische overblijfselen, onder meer de Cabezo Negro de Tallante, El Carmolí, El Cabezo Beaza en de eilanden in de Mar Menor.

### Aangrenzende gemeenten
De grenzen van de gemeente Cartagena wordt bepaald door de volgende gemeenten: Torre-Pacheco, Murcia, Los Alcázares, La Unión, Fuente Álamo de Murcia, Mazarrón en San Javier.

## Klimaat
Klimaat van Cartagena is als een warm steppeklimaat, waarbij de zee een verzachtende invloed heeft over het weer. De zon schijnt er 325 dagen, met gemiddelde jaarlijkse temperatuur van 20 °C. Januari is de koudste maand (gemiddelde 12 °C) ; augustus, de warmste maand, heeft als gemiddelde temperatuur 28 °C.
Een regelmatig voorkomend weerverschijnsel aan het einde van de zomer, wordt Gota fria genoemd: hevige regens en windhozen welke vaak voor schade zorgen.
Een weerverschijnsel, dat eenmaal om de vijftig jaar voorkomt, is sneeuwval. De laatste keer dat dit gebeurde, was op 18 januari 2017.

## Ecologie
Het grondgebied bezit, ondanks de intense en eeuwenlange mijnbouw, het toerisme en de industrie, een bijzondere natuurlijke rijkdom en diversiteit met een hoge mate van inheemse flora. Een belangrijk deel van zijn grondgebied is wettelijk beschermd.

### Flora

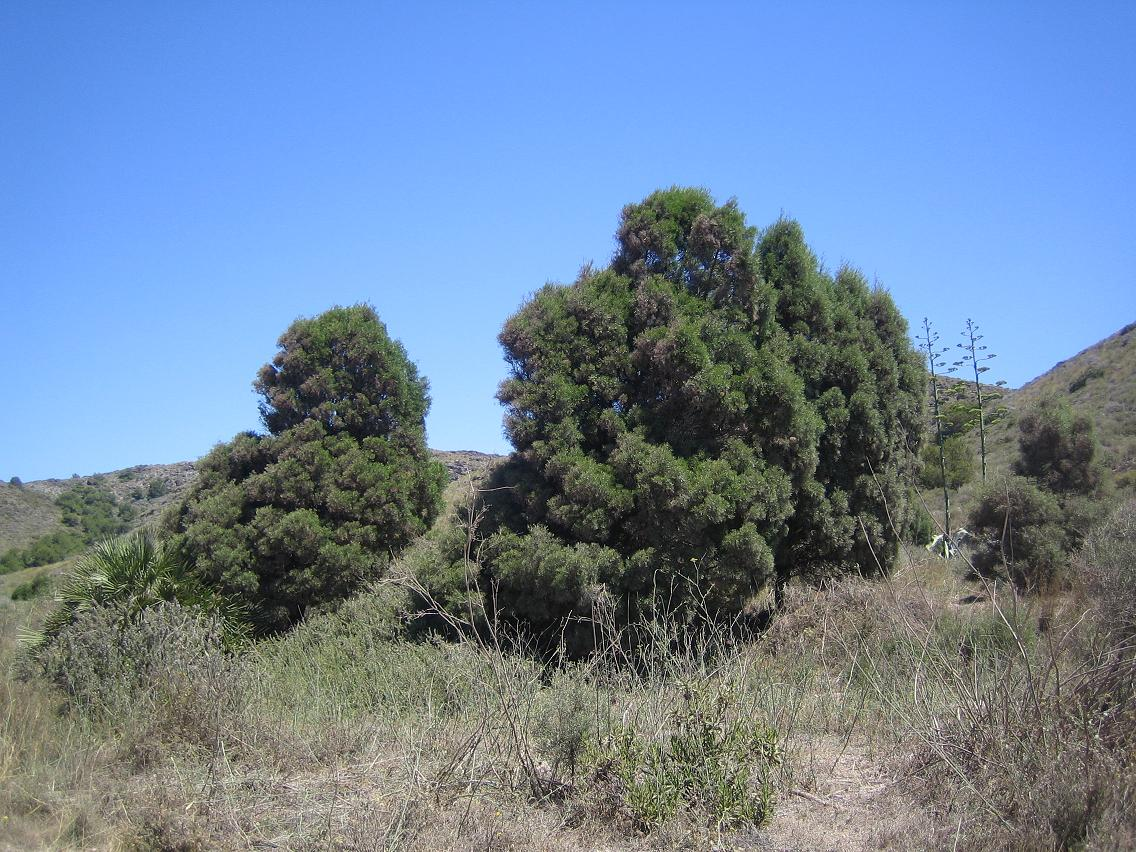
Cipres van Cartagena

Het kustgebergte van Cartagena kent een van de grootste botanische biodiversiteit van het Iberisch schiereiland. Men vindt er zowel Europese als Afrikaanse soorten. Opmerkelijk zijn de vele soorten die alleen aanwezig zijn aan de zuidelijke kust van Spanje (Murcia en Almería in het bijzonder) en in Noord-Afrika. De Tetraclinis is een typisch voorbeeld: een cipres die alleen groeit in Noord-Afrika, Malta en Cartagena.
Er is een grote waardevolle inheemse flora, waarvan een aantal planten ernstig met uitsterven bedreigd is, zoals de Evergreen van Cartagena, de Rabogato uit de Mar Menor, de Zamarilla van Cartagena, kamille uit Escombreras, de Astragalus nitidiflorus, de Narcissus tortifolius en de Cistus heterophyllus van Cartagena.

### Fauna
Onder de diersoorten bevinden zich enkele bedreigde soorten, zoals de slechtvalk, de oehoe, de steenarend, de havikarend, de Moorse landschildpad, de grote hoefijzerneus en de Aphanius iberus, een vis die voorkomt in het zuidoosten van Spanje. Op de berg Roldán werd de aanwezigheid van de gewone kameleon geconstateerd. Het is nog niet duidelijk of het gaat om een inheemse soort of dat hij werd ingevoerd.
Naast de bovenstaande diersoorten treft men ook de flamingo, de vos, het konijn, de das, de marter, de genetkat en de wilde kat aan. Het everzwijn komt hier ook vaak voor.

### Natuurreservaten

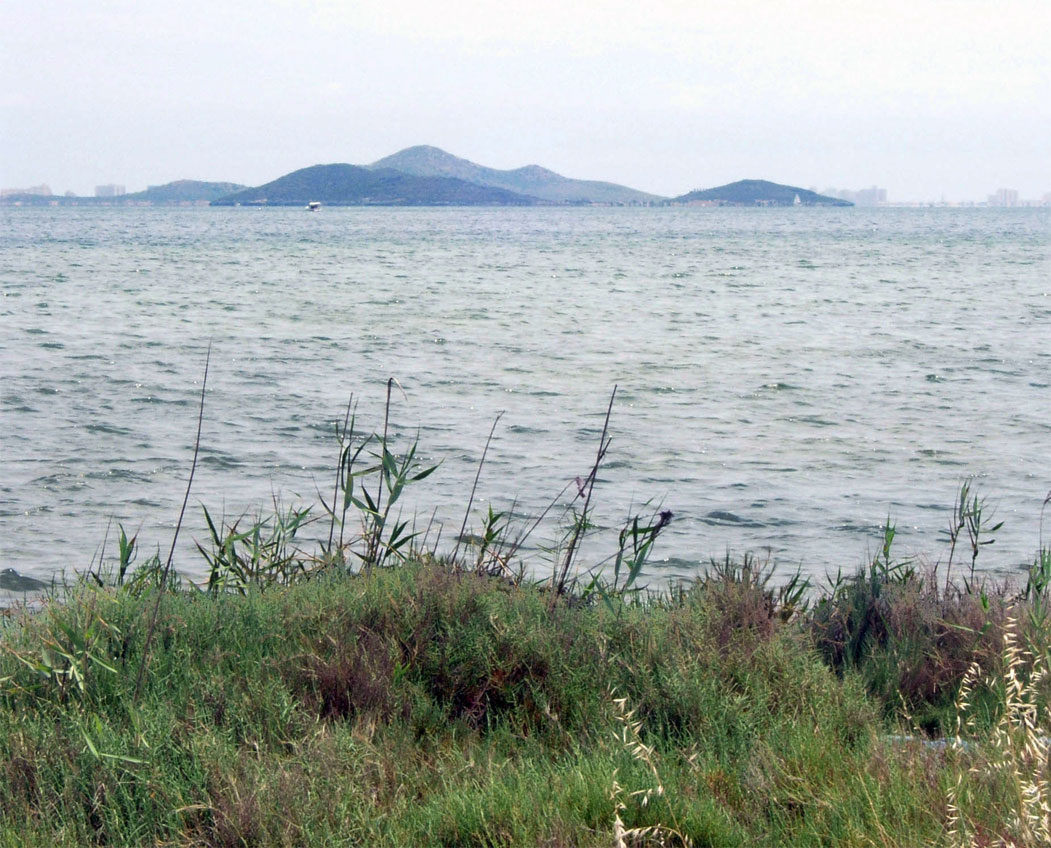
Isla Perdiguera met Isla Mayor op achtergrond

Er zijn tal van beschermde natuurparken in en in de nabijheid van de gemeente Cartagena:
- Mar Menor. Aangewezen door de VN als speciaal beschermd gebied van de Middellandse Zee. Bovendien is het gebied erkend als een watergebied van Internationaal belang onder Conventie van Ramsar.

- Open ruimten en eilanden van de Mar Menor. Een beschermd landschap van vijf eilanden met vulkanische oorsprong: Isla Perdiguera, Isla Mayor o Isla del Barón, Isla del Ciervo, Isla Rondella o Isla Redonda en Isla del Sujeto. Daarbij liggen drie lage heuvels: de Carmolí, San Ginés en Cabezo del Sabinar en de stranden van Hita en Las Amoladeras. Hier ook zoutmeren van Lo Poyo en Marchamalo.

- Calblanque, Monte de las Cenizas (vertaald: Berg van de Assen) en Peña del Aguila (vertaald; Arendrots) is gelegen aan de oostelijke kant van de Sierra Minera Cartagena-La Union, in de buurt van de Mar Menor en Cabo de Palos, tussen de steden Cartagena en La Unión. Het gebied wordt wegens de biodiversiteit en aanwezigheid van talrijke inheemse flora gebied beschermd.

Het gebied bestaat uit bergformaties, parallel aan de zee lopend, en richting oosten glooien naar het vlakste deel van het park, de Salinas del Rasall, het lager gelegen natte gedeelte van het park. Men vindt hier verschillende geologische materialen en structuren: fossiele duinen, kliffen, stranden, kalkstenen, sedimentaire gesteenten en metamorfe gesteenten zoals leisteen en fylliet.

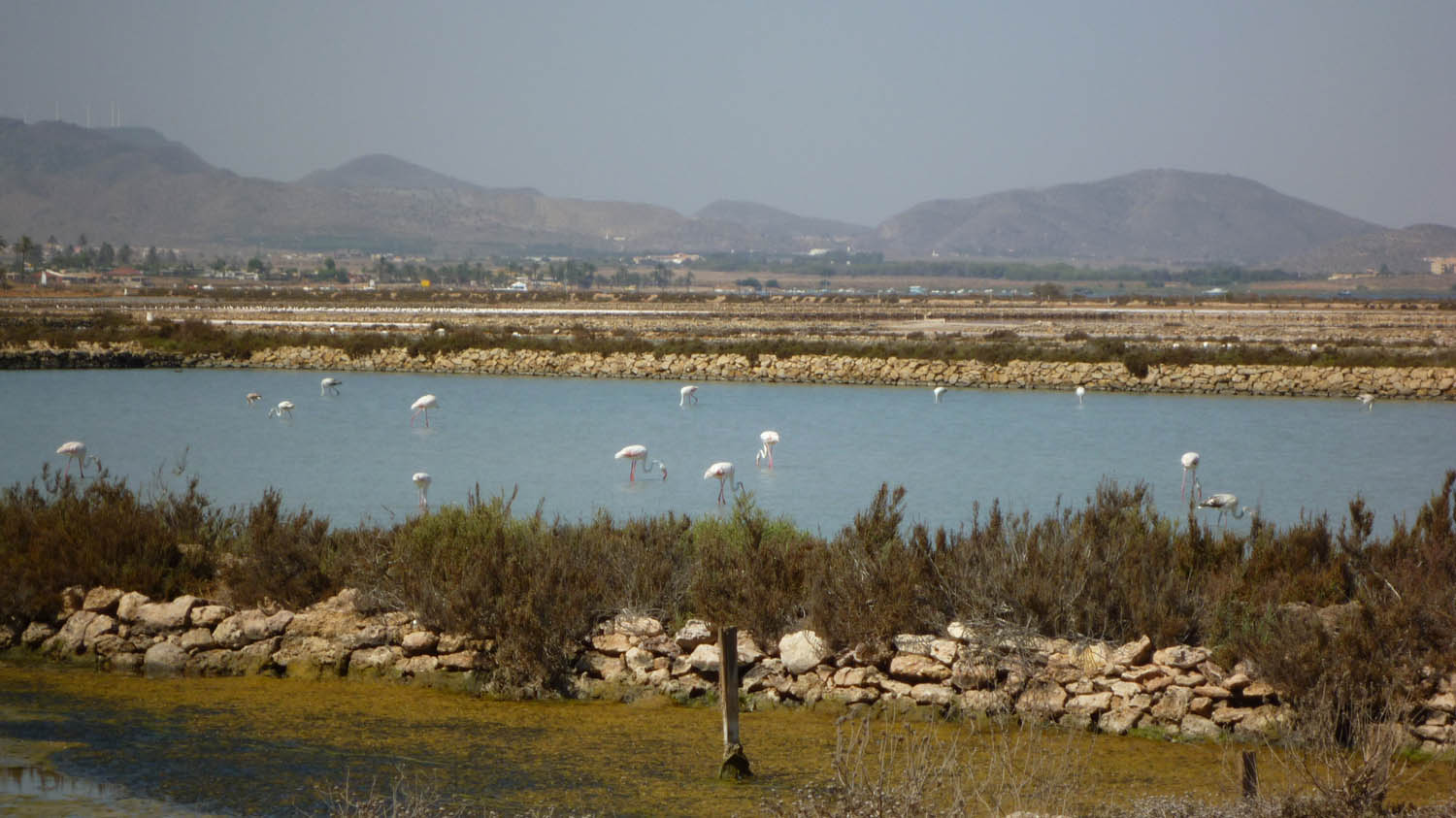
Flamingo's op de zoutpannen van Marchamalo

De Salinas del Rasall is een lager gelegen nat gebied en het karakteristieke van zo'n omgeving bestaat uit zout, kwelders en riet en met de fauna voornamelijk bestaande uit watervogels en kustvogels. Hier leeft de Aphanius iberus, een inheemse vis beschermd wegens het gevaar van uitsterven.
Voorts vormen de kanalen en geulen in de ravijnen een ander opmerkelijk ecosystemen. Deze omgeving, met een hoge relatieve vochtigheid, is gastheer van plantensoorten die elders niet zouden overleven zoals de oleander, Scirpus holoschoenus en ook een aantal geïsoleerde exemplaren van tamarisk.
In minder steenachtige kanaalbedden treft men riet, rus en de vijgenboom aan.
De geulen en ravijnen zijn gebieden waar broedvogels, als de bijeneter en de torenvalk leven. Naast deze tijdelijke inwoners worden vele kleine vogels aangetrokken door de overvloed aan muggen en andere insecten.

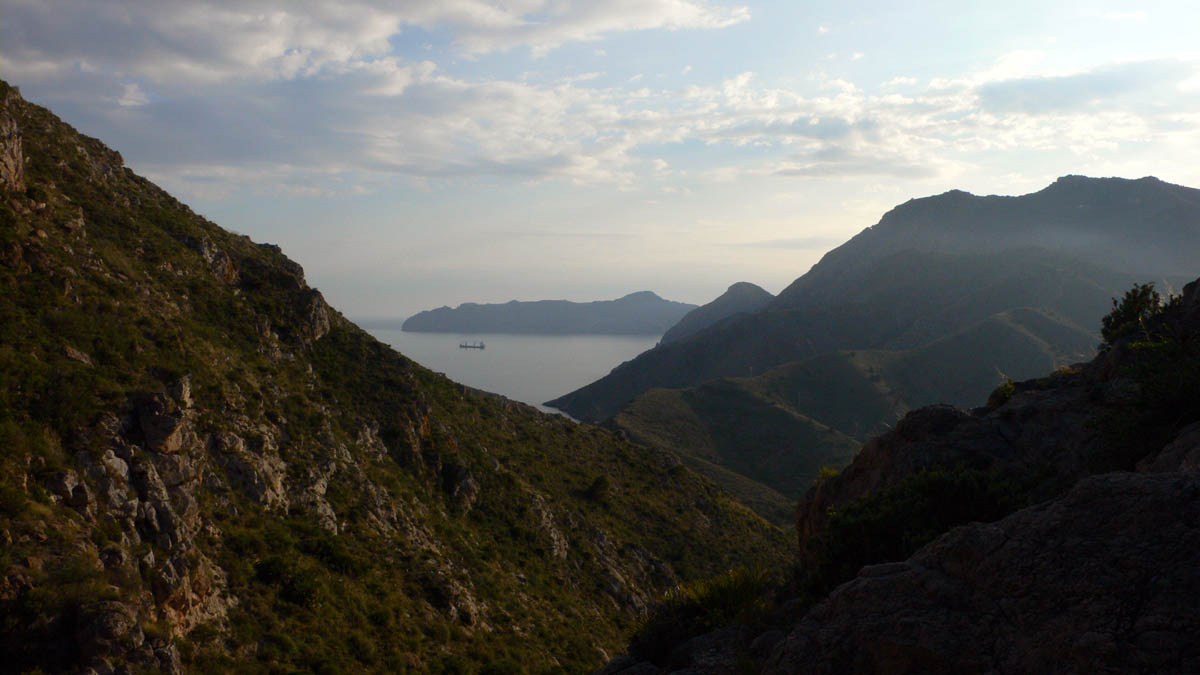
Sierra de la Muela en Cabo Tiñoso

- Sierra de la Muela, Cabo Tiñoso en Roldán. Een groot natuurpark, met een belangrijke natuurzone en biodiversiteit en een beschermd vogelgebied, gelegen ten zuiden van Cartagena. De topografie kenmerkt zich door heuvels met steile hellingen, en kustgebieden met baaien, inhammen, kliffen en stranden. In dit gebied bestaat een hoge biodiversiteit tussen het binnenland en de kust. De vegetatie op de bergen dennen, Cistus ladanifer, rozemarijn en wilde olijf is kenmerkend voor de bossen rond de Middellandse Zee.

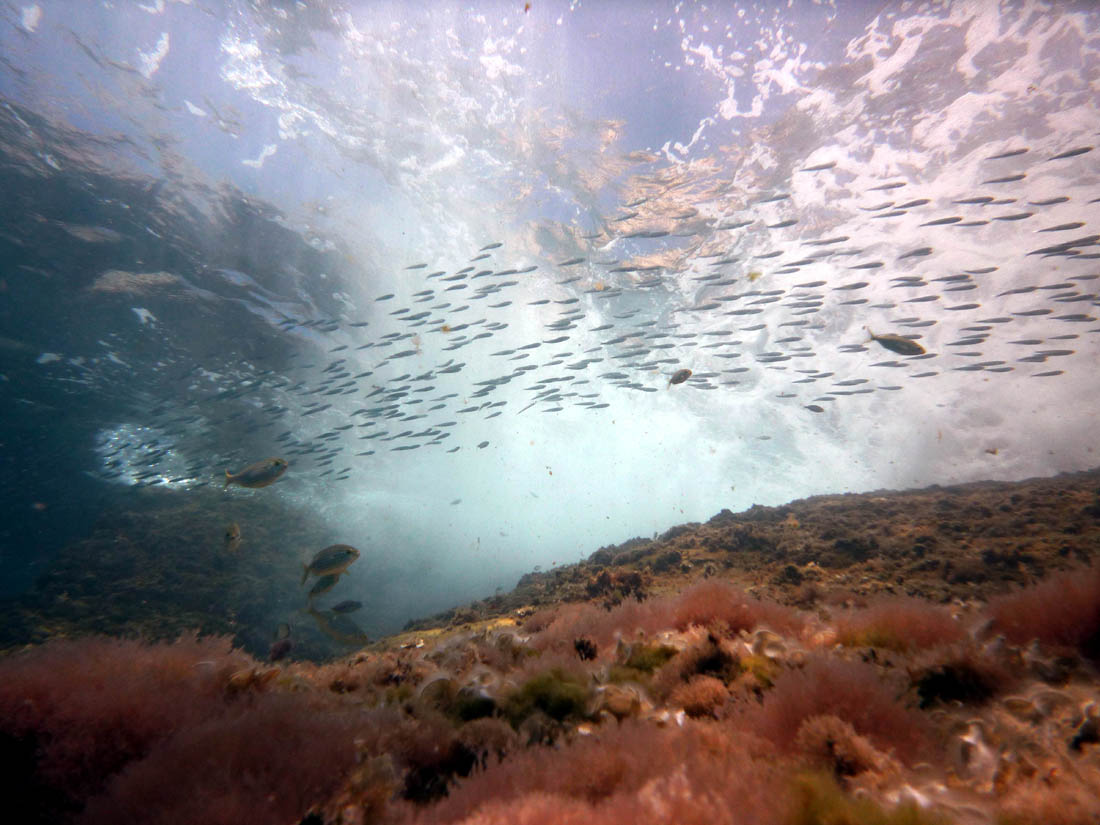
De zeebodem van El Portús

- Zeereservaat van Cabo Tiñoso. De zeebodem Cape aan de Tiñoso-berg wordt bezit een grote rijkdom en diversiteit aan flora en fauna. Sinds juli 2009 wordt het gebied rond de Cabo Tiñoso een beschermde status via Ministerie van Milieu van de regio Murcia. Van de oppervlakte van bijna 22 000 hectare worden 84 hectare beschermd, het tweede zeereservaat in de regio Murcia na het zeereservaat van Cabo de Palos en het eiland Hormigas.

De bescherming blijkt een uitstekende manier te zijn om het zeemilieu te beschermen en kansen te creëren voor de regeneratie van het visbestand. Rijkdom, schoonheid en diversiteit van de zeebodem van Cape Tiñoso maakten dit gebied een van de Spaanse bestemmingen te zijn voor duikers. Bedrijven die zich bezighouden met deze activiteit bevinden zich in het centrum van La Azohía.
- Sierra de la Fausilla. Het natuurgebied van de Sierra de la Fausilla (of Faucilla) ligt oostelijk van de stad Cartagena in de buurt van de baai Escombreras. Het gebied is van grote ecologische waarde, is dan uitgeroepen tot een speciale beschermingszone voor vogels en gebied van Europees communautair belang.

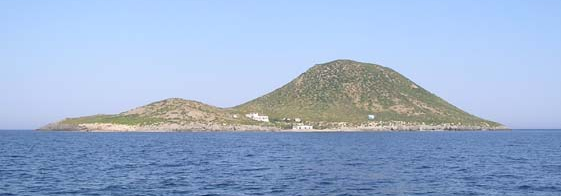
Isla Grosa

- Eilanden van de mediterrane kust. Isla Grosa (gemeente San Javier), Islas Hormigas, Isla de las Palomas en Isla de Escombreras. Sommigen van hen zijn een beschermd vogelgebied.

Een rots enkele meters onder het wateroppervlakte dicht bij het Isla Grosa, was eeuwenlang een probleem voor de navigatie. Op de zeebodem liggen dan ook talrijke wrakken van Fenicische en Romeinse oorsprong, waarvan de belangrijkste dateert uit de vijfde eeuw voor Christus. Dit Fenicische schip zonk met een lading tin, lood, Punische artikelen en een assortiment van slagtanden van de Afrikaanse olifant met Fenicische inscripties. De totale lading van deze scheepswrakken, die rondom Isla Grosa, werden gevonden, is te zien in het Nationaal Museum van Onderwaterarcheologie in Cartagena.
Het 19 vierkante kilometer grote zeereservaat Cabo de Palos en Islas Hormigas ligt tussen de vuurtoren van Cabo de Palos en het eiland Hormigas. Hier is een grote biologische diversiteit; met een nog intacte zeebodem. Bijzonder zijn de grote zeegrasvelden en de koraalkolonies. Door de beperkte diepte is de plaat een groot gevaar voor de scheepvaart.
Sinds 1995 is de plaat beschermd om de flora en fauna van het gebied te behouden en de visstand weer op peil te krijgen. Dankzij de schoonheid en de goede conservatie van de zeebodem is dit gebied een van de favoriete bestemmingen voor duikers in Spanje.

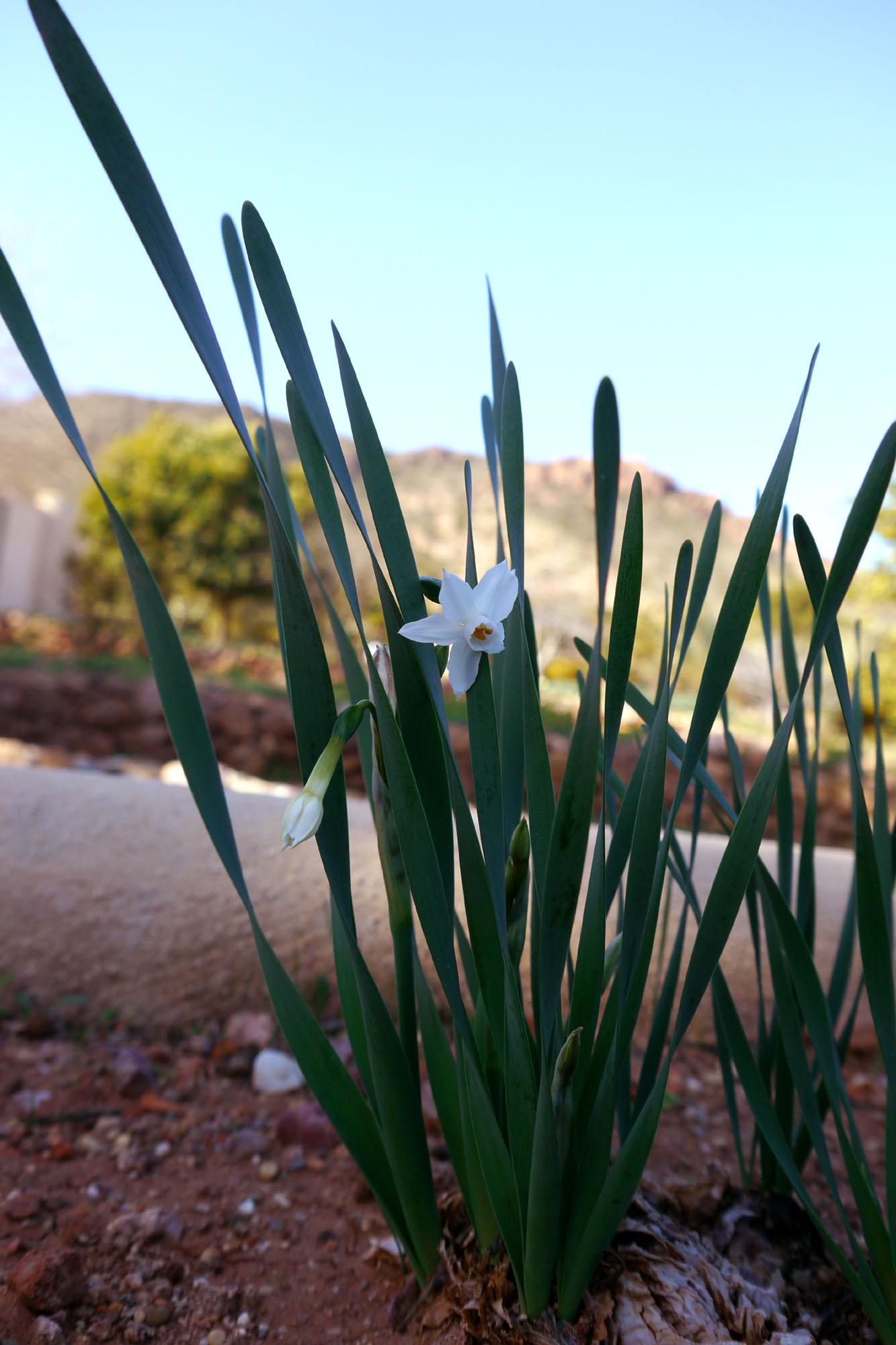
Narcissus tortifolius

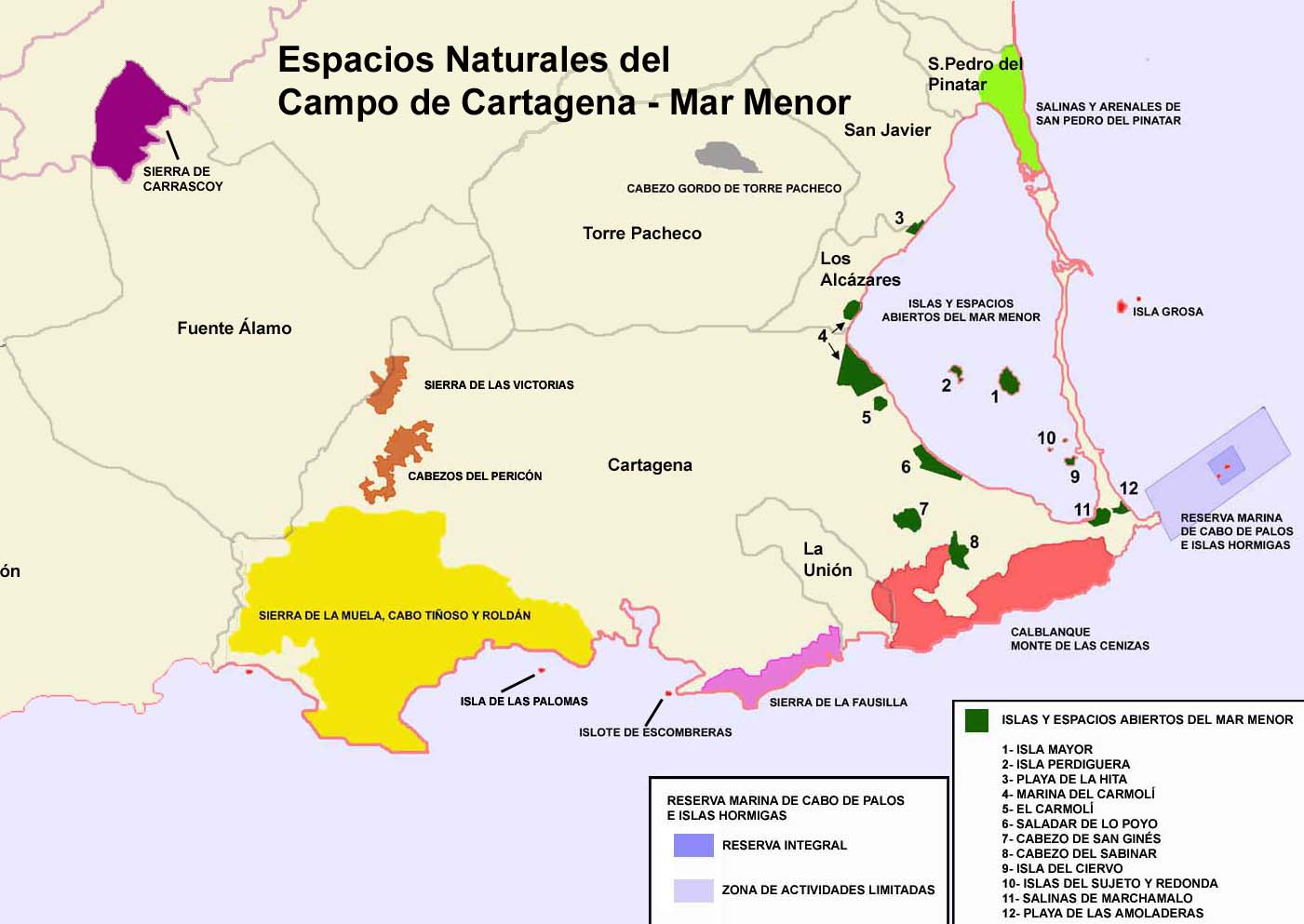
Overzicht van natuurreservaten Campo de Cartagena en Mar Menor

Las Palomas is een klein eiland, op 6 kilometer zuidwest van de haven van Cartagena en op 1 kilometer van de dichtstbijzijnde kust. Het is een guur en steenachtig gebied waar veel vogels hun nest bouwen. Bij archeologisch onderzoek (2007-2008) werden verscheidene scheepswrakken rond het eiland gevonden.
Het eiland Escombreras (4 ha) bestaat uit een steile rots en is beschermd natuurgebied. Het heeft een kleine pier, een strand en wat oude gebouwen. Er zijn wat archeologische vondsten, waaronder resten van een Griekse tempel (ter ere van Herakles). Hierom staat het eiland ook bekend onder de naam Heracles. Men trof ook resten van zoutproductie en industriële activiteit uit de Romeinse tijd. Nog oudere overblijfsels van de Feniciërs werden aangetroffen.
- Cabezos del Pericón en Sierra de las Victorias. Ook deze gebieden zich uitstrekkend over Cartagena en Fuente Álamo de Murcia zijn van belang voor natuur en biodiversiteit. Het beschermd gebied Cabezos del Pericón, volledig grondgebied van Cartagena bevindt (499 ha) bestaat uit enkele heuvels naast de zee. De heuvels bestaan uit vulkanische materialen. De Sierra de las Victorias (204 ha) ligt landinwaarts en bezaaid met vulkanische overblijfselen. De vegetatie van de gebieden bestaat uit dor struikgewas, gekenmerkt door de aanwezigheid van esparto, Johannesbroodboom, olijf, Europese dwergpalm, hulsteik en steeneik. De endemische soort van de Narcissus tortifolius plant is uniek voor de Regio van Murcia en Almeria en met uitsterven bedreigd.

- Salinas y Arenales de San Pedro del Pinatar (gemeente San Pedro del Pinatar), zoutpannen in het Noorden van de Mar Menor.

Een beetje verder ligt het gebergte Sierra Espuña.

## Erfgoed en toerisme

### Monumenten
Dankzij de strategische ligging aan de Middellandse Zee is Cartagena bewoond sinds de oudheid door verschillende beschavingen, die allemaal hun stempel gedrukt hebben op het rijke culturele erfgoed.

#### Oudste monumenten
De status van de stad Carthago Nova werd in het jaar 44 v.Chr. verhoogd tot de rang van een Romeinse kolonie onder de naam Colonia Iulia VRBs Carthago Nova (CVINC). Onmiddellijk, tijdens de regering van Imperator Caesar Augustus werd een ambitieus proces van romanisering en verstedelijking van de stad opgestart. Zo zou de stad uitgroeien tot een van de mooiste van het Romeinse Rijk. Ook vandaag nog kunnen verschillende monumenten uit de Romeinse architectuur bezocht worden.
De bouw van het theater begon in de late eerste eeuw voor Christus. Het is het meest bezochte monument van de regio Murcia. Tegenover het theater staan de ruïnes van de kathedraal van Onze Lieve Vrouw Hemelvaart, die bekendstaat als Santa María la Vieja. Deze kathedraal, daterend uit de late dertiende eeuw, werd gedeeltelijk verwoest tijdens de Spaanse Burgeroorlog. In juli 2008 werd het Museo Teatro Romano de Cartagena geopend, dienstdoende als ingang van het Romeinse theater van Cartagena. Het gebouw werd ontworpen door architect Rafael Moneo en toont verschillende details van het theater, die gevonden zijn tijdens opgravingen en herstellingen aan het gebouw. Op 11 januari 1999 werd het theater uitgeroepen tot Bien de Interés Cultural.
Het Forum Romanum van Carthago Nova stond in het centrum van de stad, op de kruising van de hoofdwegen (El cardo en El decumano) en tussen de bergen van Cerro de la Concepción (waar zich het amfitheater bevindt) en de Asdrubalis Arx (hedendaags Cerro del Molinete genoemd). Het forum werd gebouwd op ongeveer de huidige plaats van San Francisco en is op dit moment slechts gedeeltelijk opgegraven. De monumenten die in het forum tot nu toe zijn blootgelegd zijn:
- Tempel gewijd aan de Capitolijnse godentrias: Jupiter, Juno en Minerva. In het noorden, op de heuvel van Asdrubalis Arx, bevond zich het podium waarop de tempel rustte. Dit gebouw is nog niet te bezoeken wegens verdere opgravingen en restauratie.
- Het Augusteum. Ten zuiden van het plein werd een gebouw opgegraven dat lijkt te hebben gediend als school voor Augustales, of een zetel van het college van de priesters van de cultus van keizer Augustus. Deze site kan bezocht worden in het programma Cartagena, haven van culturen.
- De Curia. Dit gebouw huisvestte de zetel van de regering van de kolonie en werd ontdekt tijdens de bouw van het nieuwe gezondheidscentrum. De oude binnenstad zal bezocht kunnen worden aan het einde van de werken van het gezondheidscentrum. Ze was ingericht en bestraat met marmeren stenen, die meegenomen werden uit alle delen van het Rijk. In deze opgravingen verscheen ook het geklede beeld van Augustus.

In 2008 werd de uitgebreide opgraving van de zuidhelling gelanceerd. Men ontdekte verschillende baden in een thermisch complex, een arena en een luxewoning van een stadsmagistraat.
De meerderheid van de materialen van deze drie plaatsen, en andere materialen gevonden in opgravingen en die betrekking hebben op het Romeinse forum van Carthago Nova zijn tentoongesteld in het Stedelijk Archeologisch Museum.
Als beschermingsmuren bestaat er nog de Punische Muur, gebouwd in 227 v.Chr. tijdens de oprichting van de stad. Dit is een van de weinige overblijfselen van het verleden van de Carthaagse stad. De Byzantijnse muren zijn daarentegen opgeslagen in de kelder van het Stedelijk Archeologisch Museum.
Voorts blijft één huis uit de Romeinse tijd, de Casa de la Fortuna, gebouwd tijdens de eerste eeuw v.Chr. De mozaïeken en muurschilderingen in het huis zijn behouden gebleven.

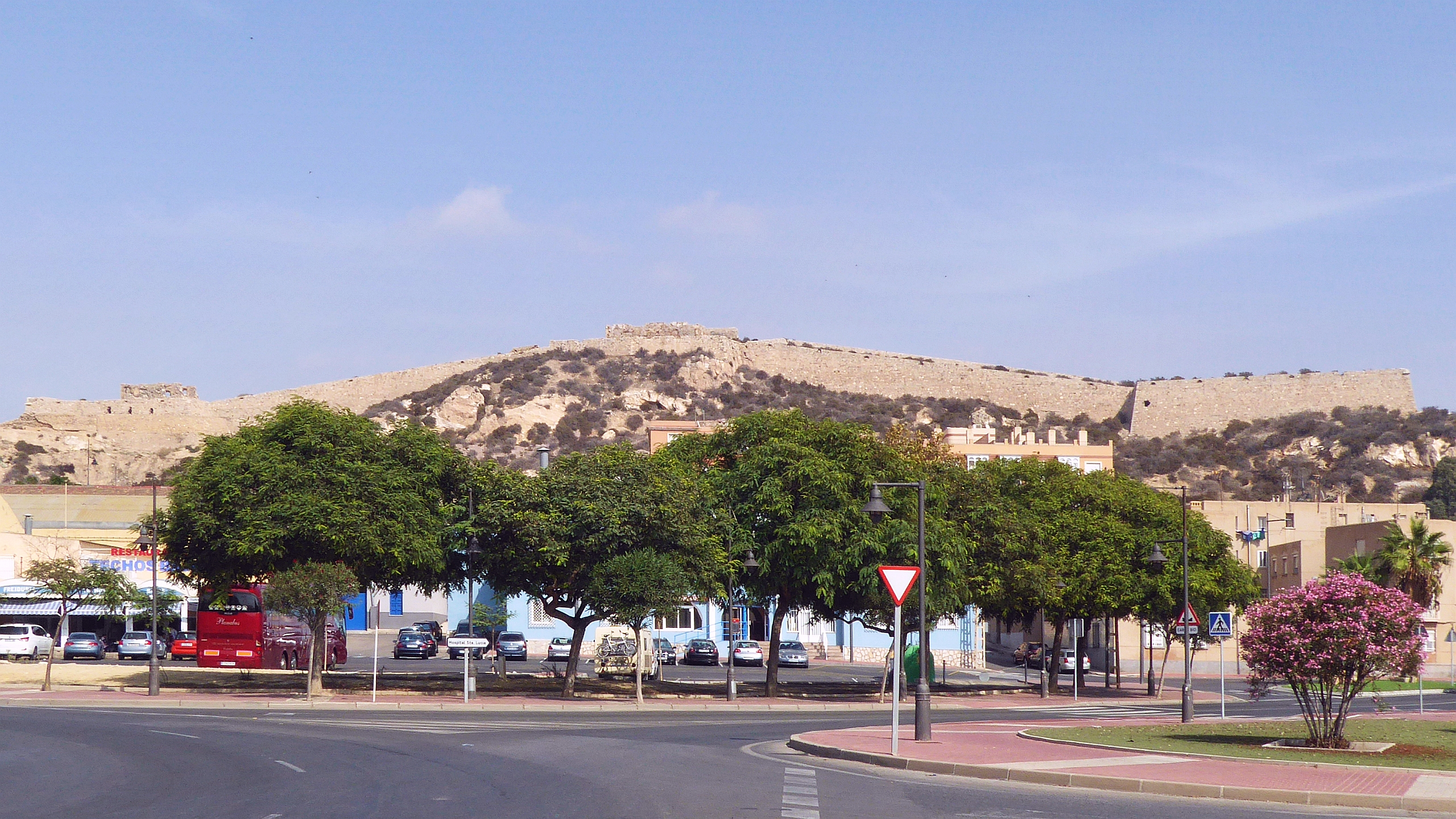
Castillo de los Moros (1773-1778), boven de haven de Moorse vesting met een lengte van 250 m

Op het hoger liggend gedeelte van de stad, in het verlengde van het amfitheater, bevindt zich het Castillo de la Concepción, dat gebouwd werd in de dertiende eeuw. Het is voor publiek te bezoeken, de geschiedenis van Cartagena wordt er in beeld gebracht. Rond dit gebouw bevindt zich het Torrespark, aangelegd in het begin van de twintigste eeuw na de sloop van de huizen die zijn gelegen waren op de heuvel Cerro de la Concepción. Ten oosten van La Concepción ligt het Castillo de los Moros, een moorse fort gebouwd tussen 1773 en 1778.
Naast het Castillo de la Concepción kunnen volgende belangrijke kastelen en burchten bezocht worden: Atalaya, San Julian, Galeras en Moren.

#### Monumenten uit deBarokke architectuuren deNeoclassicistische architectuur
De Campus Muralla del Mar, het gewezen maritieme ziekenhuis, is een van de eerste gebouwen die na transformatie van de stad tot de belangrijkste Spaanse marinebasis in de Middellandse Zee gebouwd werd. Het is nu de thuisbasis van de Polytechnische Universiteit van Cartagena. Vlakbij ligt El Pabellón de Autopsias, waar ze vroeger de anatomie onderwezen.
Andere barokke of neoclassicistische gebouwen van militaire oorsprong zijn de verdedigingsmuur Muralla de Carlos III, de zeevaartschool Escuela de Guardiamarinas, het gebouw van de kapitein (Capitania) (opgericht in 1740 en later gewijzigd op verschillende punten), de kazerne Arsenal en vooral voor de kazerne het Parque de Artíllería, dat het het Militaire Museum huisvest.
De Basílica de la Caridad, gebouwd in de negentiende eeuw, is een van de belangrijkste gebouwen van de stad, samen met de tempel gewijd aan de patroonheilige van de stad, Virgen de la Caridad. Het gebouw wordt gedomineerd door een grote koepel, en herbergt een grote hoeveelheid vschilderijen en sculpturen uit de Spaanse en Italiaanse barok alsook schilderijen van Manuel Ussel de Guimbarda. Verder zijn er nog barokke en neoklassieke kerken zoals Carmen, Santo Domingo en Santa María de Gracia.
Ook noemenswaardig is de vuurtoren van Cabo de Palos.

#### Meer recente monumenten
Veel modernistische gebouwen die gebouwd zijn in de stad, behoren tot de belangrijkste van deze streek. Deze modernistische gebouwen uit de late negentiende en vroege twintigste eeuw, toen de bourgeoisie werd geïnstalleerd in de stad als gevolg van de groei van de mijnbouw, benadrukken de rijkdom van deze tijd. Als belangrijkste gebouwen ontworpen door de architect Víctor Beltrí y Roqueta en behorend tot de art nouveaukunststroom, kunnen genoemd worden:
- Gran Hotel: Gelegen aan de Calle Jara, 31. Bouw gestart tijdens 1907 door architect Tomás Rico en na zijn dood verdergezet door Victor Beltri tot aan zijn afwerking in 1917.[5]
- Palacio de Aguirre: Gelegen aan de Plaza de la Merced, 16 en huisvest het Regionaal Museum van Moderne Kust. Bouw gestart tijdens 1898 en afgewerkt in 1901.[6]

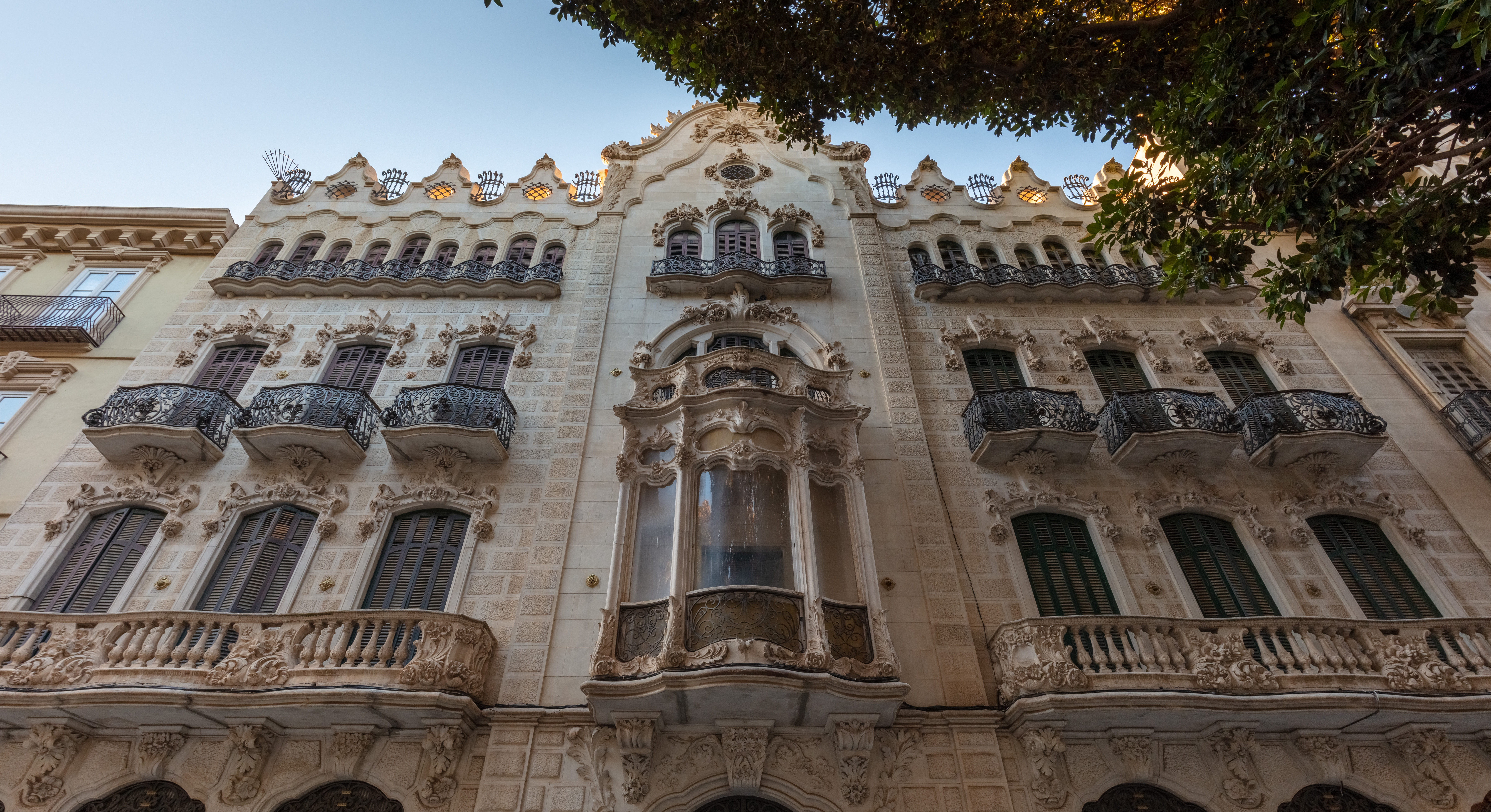
Casa Maestre

- Casa Maestre: Op basis van de originele plannen van architect Marceliano Coquillat, werd het huis gesitueerd op de Plaza de San Francisco te Cartagena, tijdens 1906 gebouwd door architect Victor Beltri in opdracht van de familie José Maestre Pérez, eigenaars van rijke mijnbouwactiviteiten in de Sierra de Cartagena-La Unión. Het is een gebouw met een stijl die sterk lijkt op werken van het Catalaanse modernisme, zoals het Casa Calvet van architect Antoni Gaudí i Cornet en Casa Juncosa van architect Salvador Viñals i Sabaté, beide gevestigd in Barcelona.[7]
- La Casa Llagostera is gelegen aan de hoofdstraat (Calle Major) van Cartagena, eigendom van een familie van Catalaanse handelaren, Llagostera genaamd, en gespecialiseerd in de textielindustrie. Zij waren gevestigd in Cartagena en behoorden tot de hoogste handelaarsklasse van de vroege twintigste eeuw. De bouw werd in opdracht gegeven aan de architect Victor Beltri, die reeds werk uitgevoerd had aan een ander gebouw dat de familie Llagostera bezat. Het project werd voltooid in 1916. Het is een gebouw van drie verdiepingen waarvan het gelijkvloers gewijd was aan het familiebedrijf. De gevel bevat veel decoratie in keramiek, waardoor in de bouw naar Cartagena regeling gebaseerde centrale balkons en veranda's en modernistische elementen. Het keramiekwerk werd uitgevoerd door Gaspar Polo en bevat de allegorische figuren van Minerva en Mercurius en de schilden van Cartagena, Murcia, Barcelona en Manlleu. Voorts bevat de gevel de voor Cartagena typische centrale balkons en veranda's.[8]
- Palacio Consistorial de Cartagena, ook bekend onder de naam Ayuntamiento de Cartagena (stadhuis) is een van toonaangevende modernistische gebouwen van de stad Cartagena, ontworpen door architect Tomás Rico Valarino uit Valladolid. Als gevolg van de bevolkingsgroei, die de stad in de vroege twintigste eeuw kende, was het oude stadhuis uit de zestiende eeuw te klein geworden. Om deze reden werd in 1900 met de bouw van het nieuwe stadhuis gestart op dezelfde plek van het oude. Deze werken eindigden in 1907. Het is een driehoekig gebouw. De gevel is volledig gemaakt van wit marmer en het dak bestaat uit zinken koepels. De gehele buitenkant is meerdere malen versierd met de emblemen van de stad: Castillo de la Concepción, het schild van de stad, en de kroon, verleend door de Romeinse generaal Scipio. Binnen het gebouw valt onmiddellijk de grote keizerlijke trap op die leidt naar de verschillende gemeentelijke afdelingen, zoals de plenaire zaal en het kantoor van de burgemeester. Ze zijn opmerkelijk versierd met kolommen en lampen en een collectie schilderijen van beroemde bewoners van de stad sinds de achttiende eeuw. Doordat het gebouw opgetrokken werd op instabiel land, gewonnen op de zee, en een slecht funderingssysteem was gebruikt, leed het gebouw grote structurele schade. Daarom werd in 1995 besloten om restauratiewerken uit te voeren. Diverse juridische problemen met het contract voor de werken vertraagden de werken met elf jaar. In 2006 werden deze werken van restauratie en consolidatie voltooid, en vandaag kan het gebouw bewonderd worden in dezelfde pracht als toen het geopend werd, meer dan honderd jaar geleden.
- Het Casino van Cartagena is gelegen aan de hoofdstraat (Calle Major) van Cartagena. Het gebouw dateert uit de achttiende eeuw en diende eerst dienst als het paleis van de Marqués de Casa Tilly. Het paleis werd verlaten door de Marquesa de Casa Tilly in 1808, na de moord op haar echtgenoot generaal Francisco de Borja. Een paar jaar na de oprichting van het Casino van Cartagena vestigde het zijn hoofdkwartier, eerst als huurder, later als eigenaar, in het paleis. Het is een privé-initiatief van het midden van de negentiende eeuw, een tijd waarin casino's en culturele kringen werden opgericht door de financieel sterke kringen van de samenleving. Enkel tijdens de afgelopen decennia raakten mensen van alle sociale lagen geïnteresseerd in culturele en recreatieve activiteiten. Het Casino van Cartagena organiseert geregeld activiteiten voor zijn leden, zoals conferenties, concerten, tentoonstellingen, en andere meer recreatieve activiteiten, zoals bordspellen, biljart of schermen. Sommige van deze activiteiten worden aangeboden voor het grote publiek. De hervorming van het paleis werd uitgewerkt door de architect José Ramón Berenguer, maar enkel de hervorming van de gevel getekend door architect Francisco de Paula Oliver werd uitgevoerd in 1896. Het resultaat zoals tot op heden te zien is een gevel op de begane grond gemaakt van ijzer en hout. Deze verdieping doet dienst als mezzanine. Op de bovenste verdiepingen zijn alle sieraden gemaakt van zink. De hervorming werd duidelijk beïnvloed door de architect Victor Beltri. Binnen is de oorspronkelijke structuur van het paleis uit de achttiende eeuw te zien in de verdeling van het gebouw rond een binnenplaats en de keizerlijke trap aan een kant.
- La Casa Cervantes is een modernistisch huis gebouwd door Victor Beltri in 1900, gelegen in de hoofdstraat (Calle Mayor). De werken startten in 1897 in opdracht van de zakenman Turrero Cervantes Serafín Contreras, een belangrijke mijnmagnaat van de firma Sierra de Cartagena-La Unión. Met de inhuldiging op 26 februari 1900 werkte Beltri zijn eerste bestelling in Cartagena af. Het was eveneens de eerste gelegenheid om de havenstad te introduceren in de artistieke beweging uit Catalonië, het modernisme. Het werk aan de Casa Cervantes maakte zo'n goede indruk, dat de architect de bekroning Job alluvium ontvangen heeft van de Cartageense bourgeoisie. Nu is het gebouw eigendom van de Caja Mediterráneo, die er zijn aula en bibliotheek in heeft ondergebracht.
- Palacio Pedreño werd gebouwd door Murciaanse architect Carlos Mancha tussen 1872 en 1875. Het gebouw is opgetrokken in een eclectische stijl, die aan de paleizen van Renaissancearchitectuur herinnert. De gevel is versierd met het hoofd van Mercurius (god van de Romeinse mythologie geassocieerd met handel) en herhaald in de werken van de lokale bourgeoisie).
- Het treinstation aan de Plaza de Méjico heeft een modernistische gevel. Er rijden treinen naar Barcelona en Montpellier.

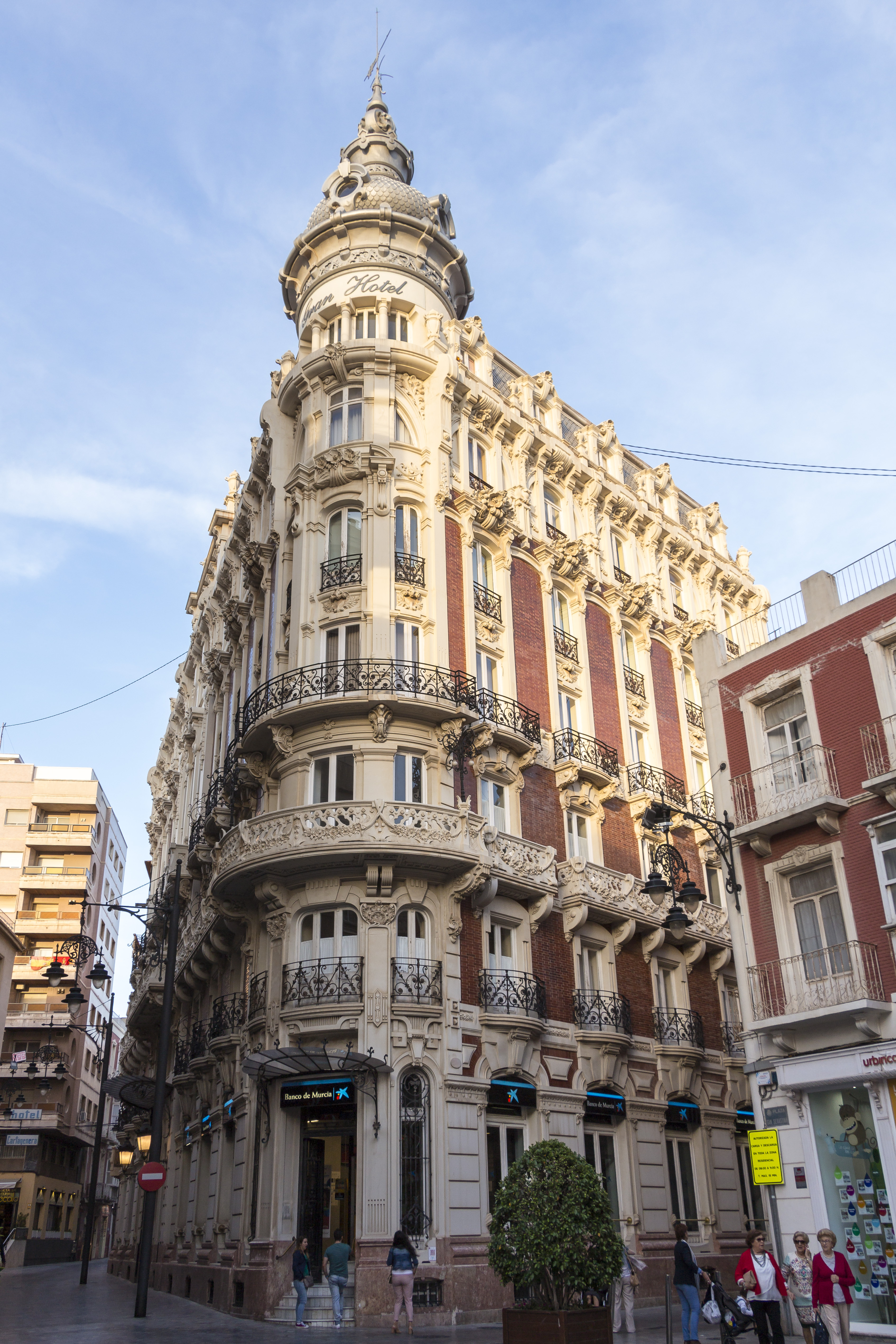
Gran Hotel
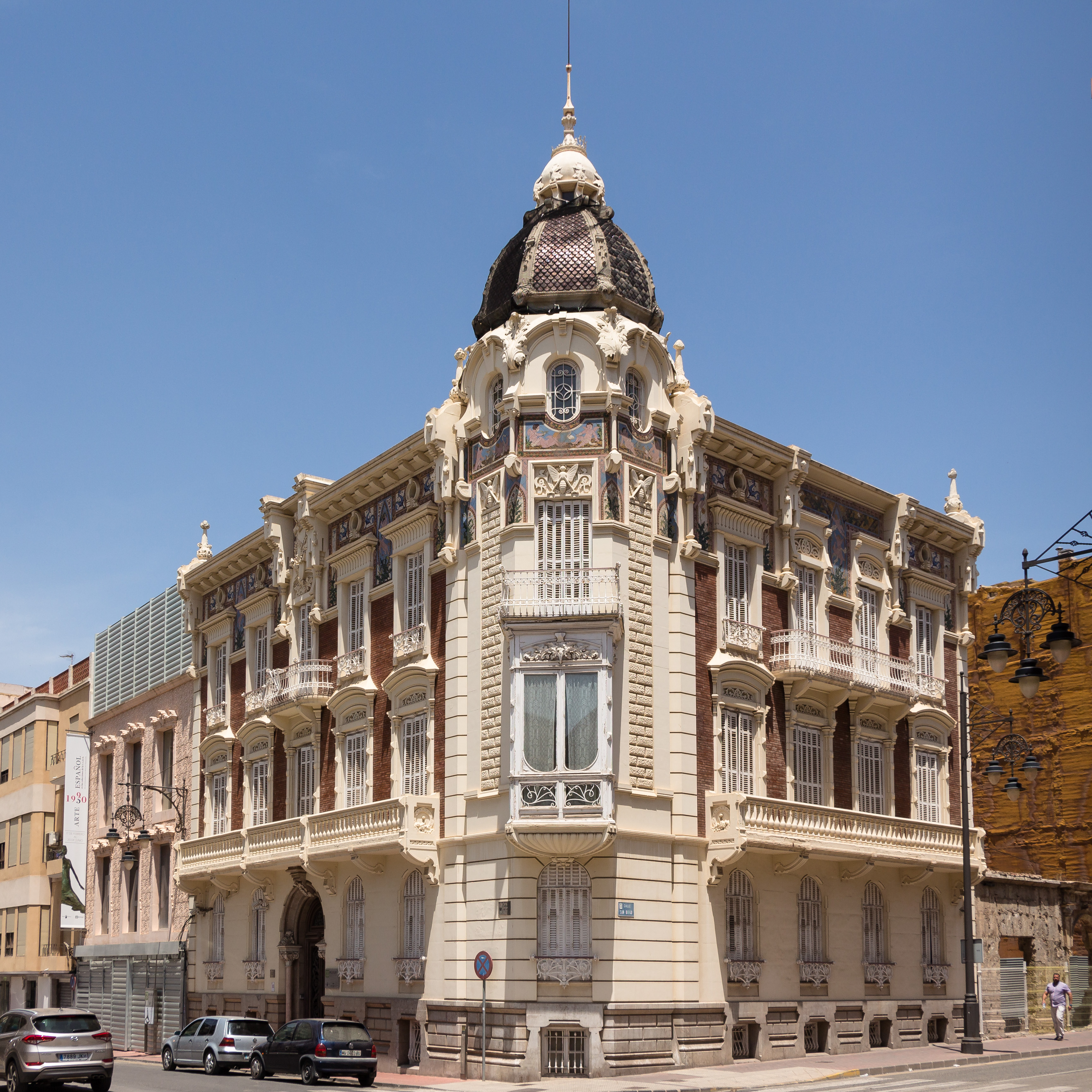
Palacio de Aguirre
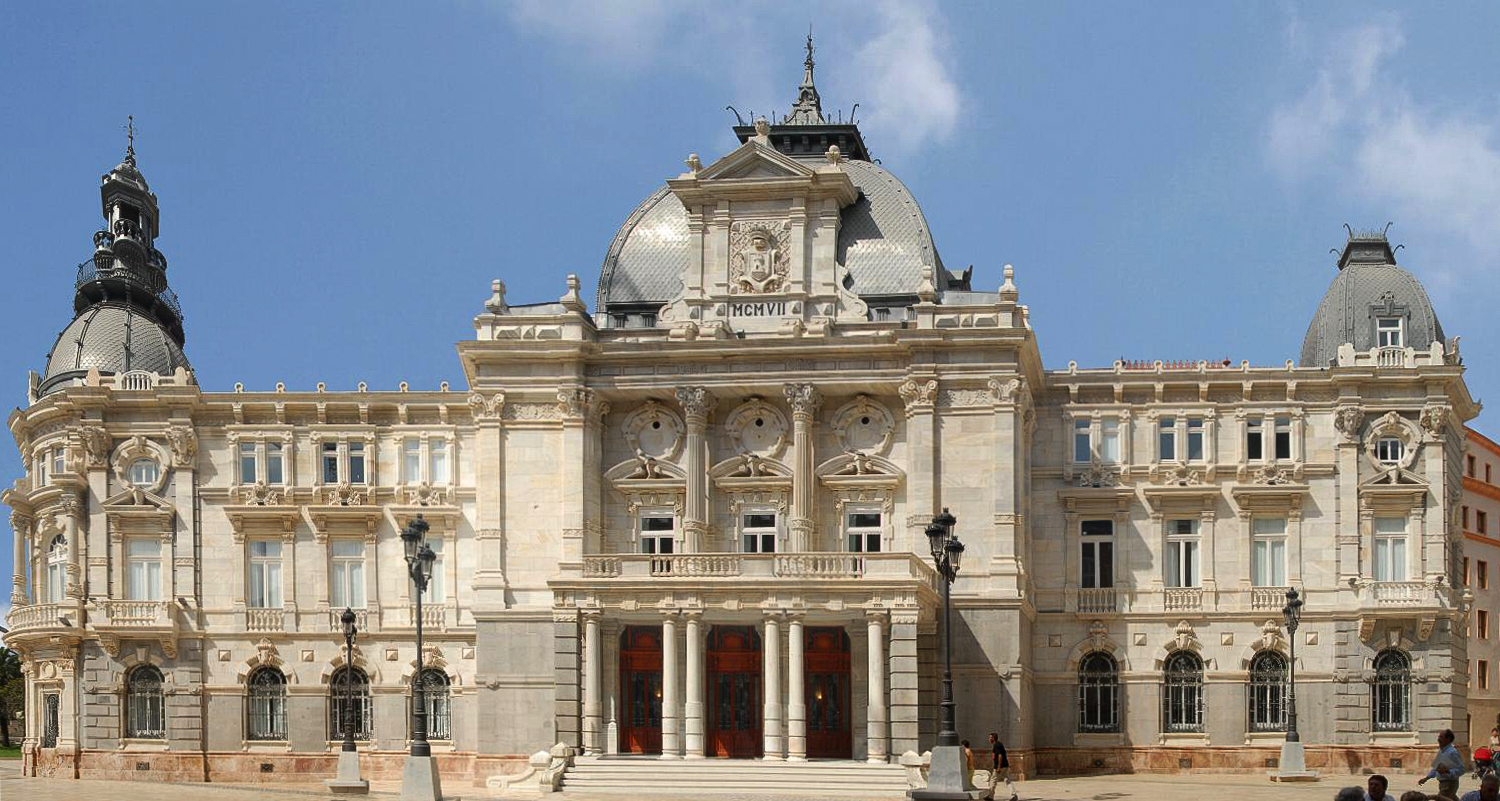
Palacio Consistorial de Cartagena
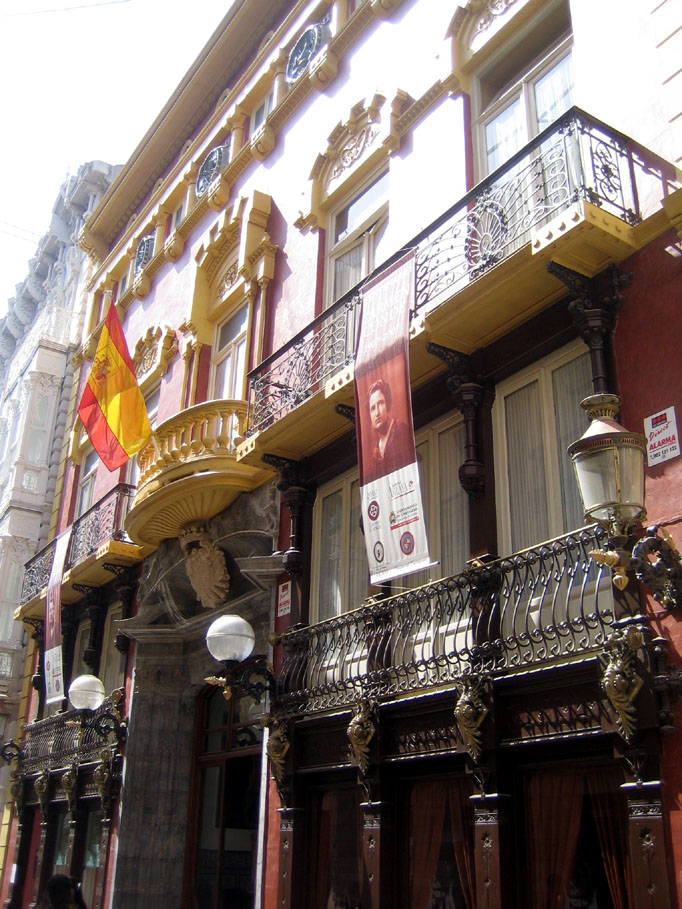
Casino van Cartagena
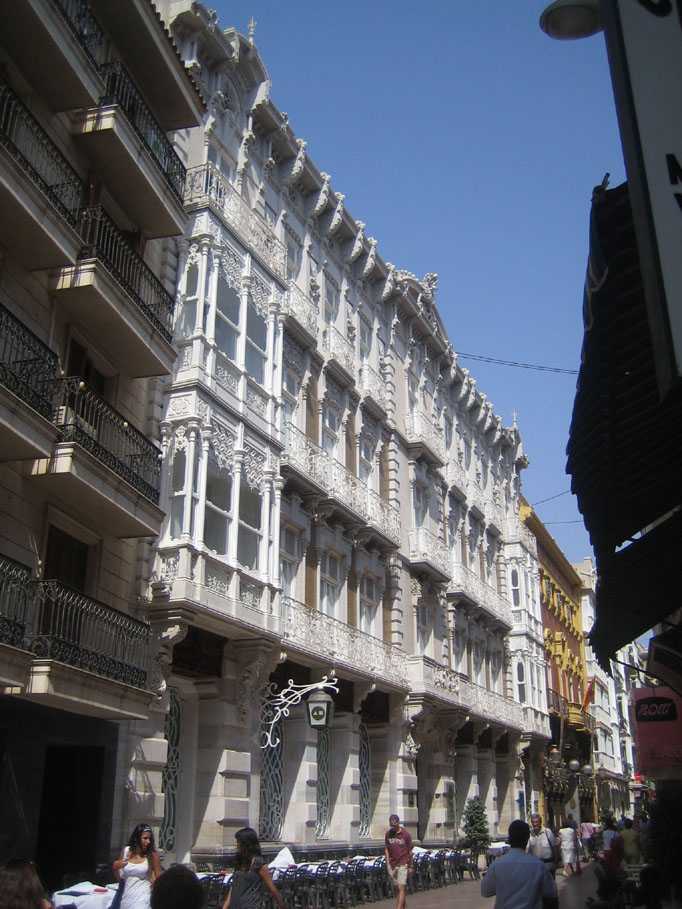
Casa Cervantes
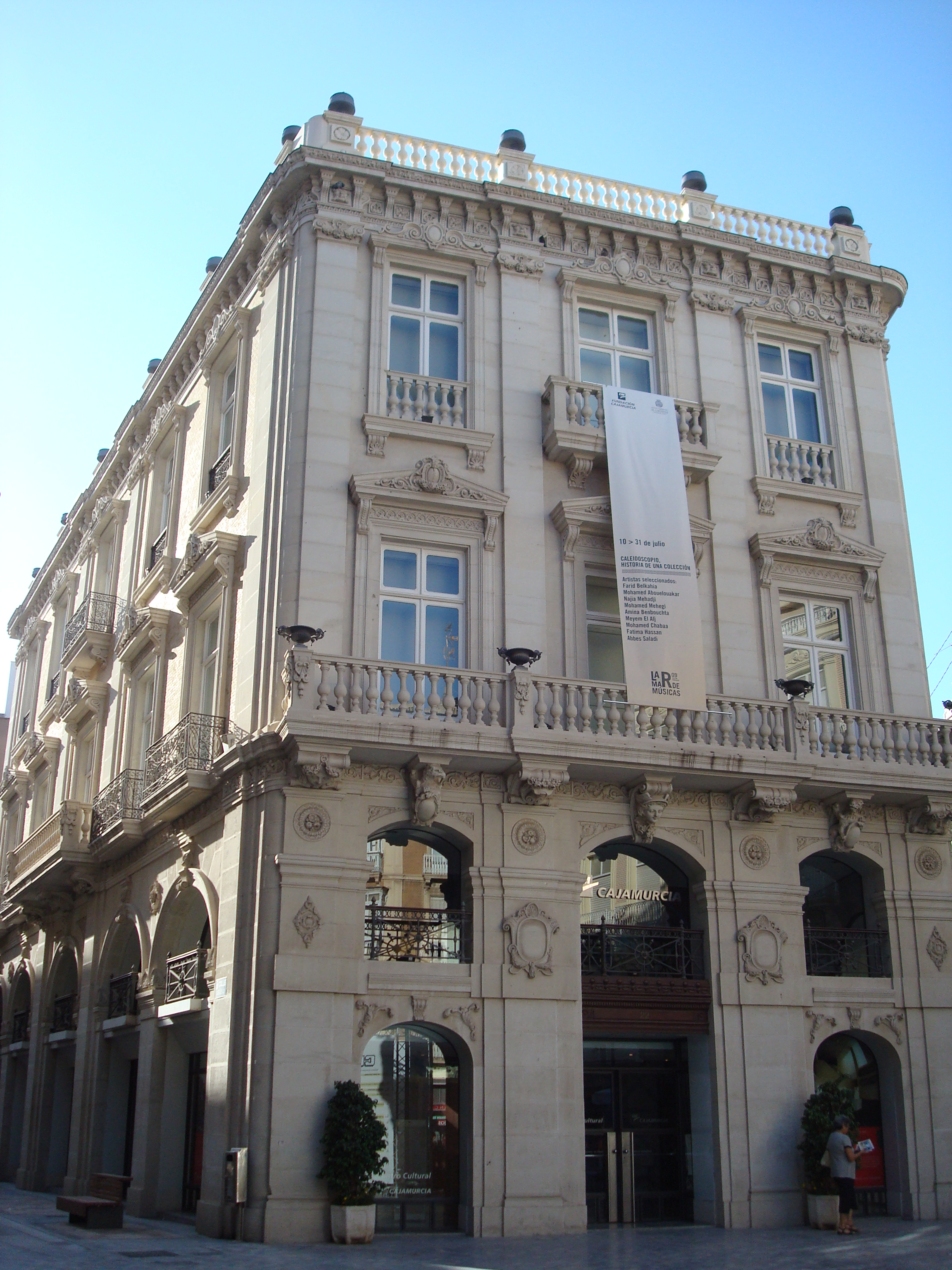
Palacio Pedreño
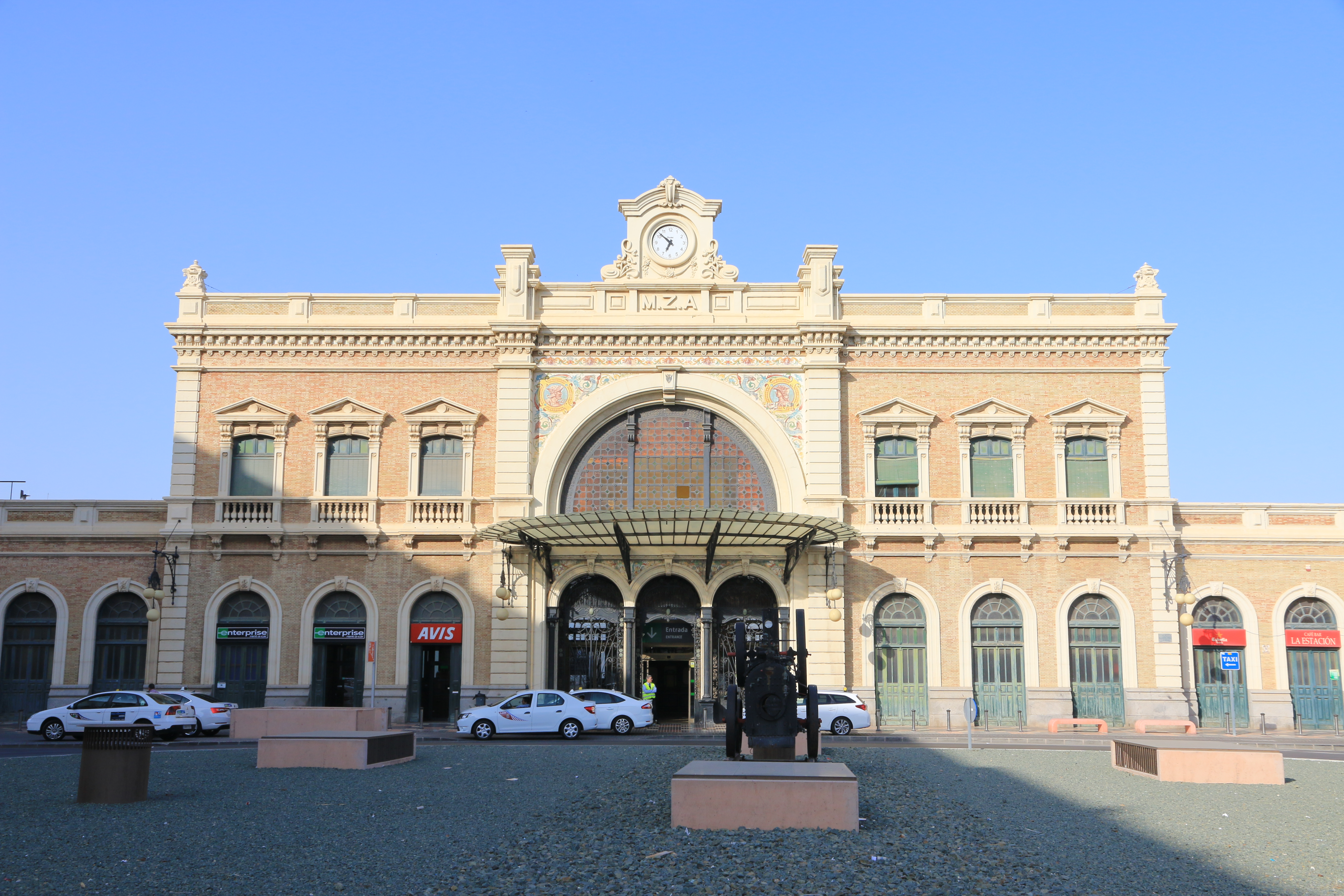
Treinstation

Ten slotte zijn er nog:

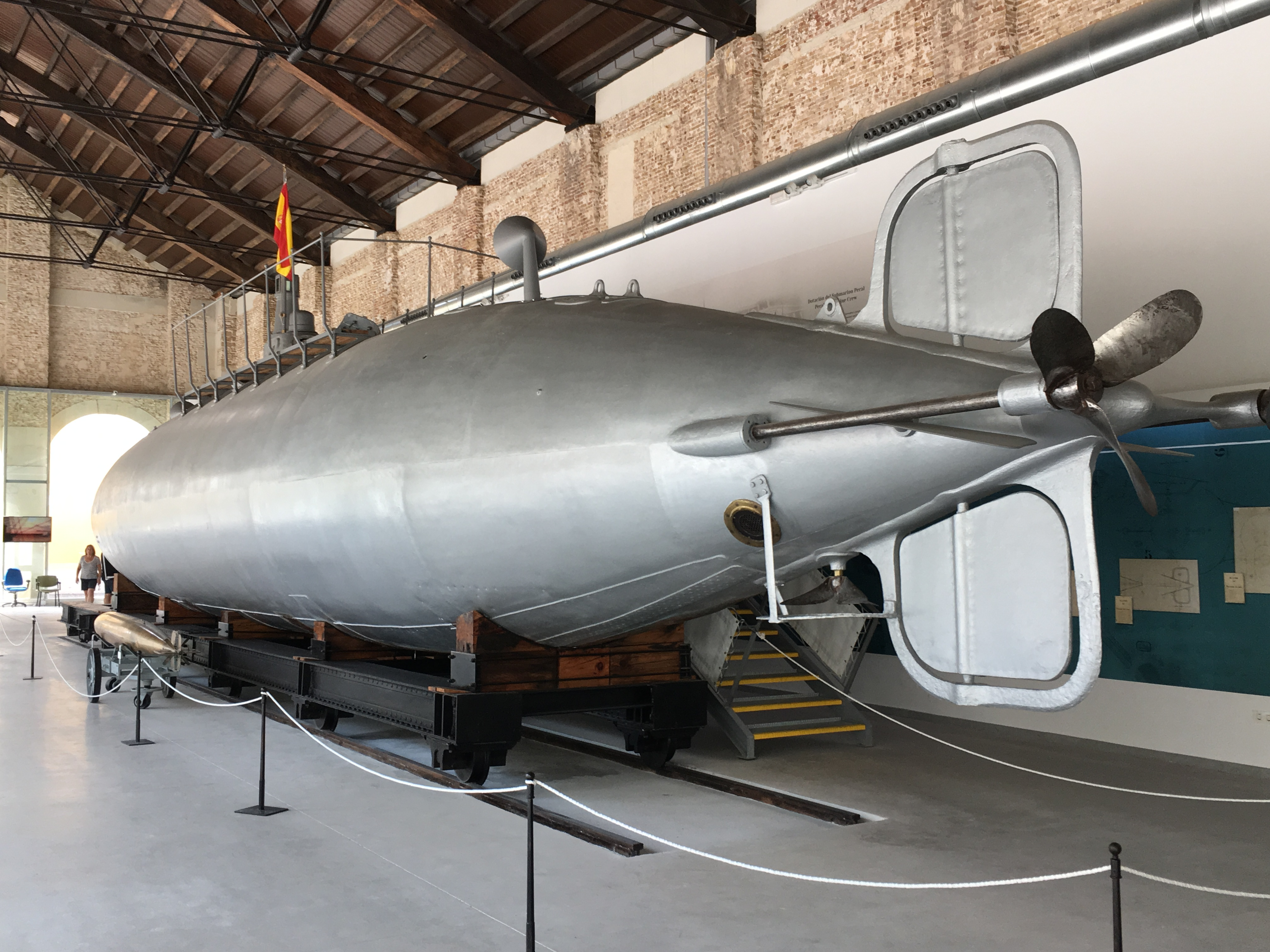
Onderzeeër Peral in 2018 in het museum

- De Grotten, die tijdens de Spaanse Burgeroorlog dienstdeden als schuilkelders tegen de Duitse luchtaanvallen, worden nu gebruikt als museum dat de gebeurtenissen van de Spaanse Burgeroorlog uitlegt.
- Het Monument voor de helden van Cavite en Santiago de Cuba (1923), dat werd opgericht ter ere van de Spaanse zeelieden die in 1898 stierven tijdens de oorlogen in Cuba en de Filipijnen.
- Onderzeeër Peral is een prototype van een elektrisch aangedreven onderzeeër met een systeem dat het mogelijk maakte om tot drie torpedo's onder water af te vuren. Hij werd door Isaac Peral voor de Spaanse marine ontworpen en in het jaar 1888 gebouwd op de scheepswerf "Arsenal de la Carraca" te San Fernando. De boot heeft een totale lengte van 22 meter en kon tot 30 meter diep dalen. Hij bezit twee elektrische motoren met twee horizontale en twee verticale schroeven. De boot had een bemanning van twaalf personen en een maximale reikwijdte van 200 mijl. Tot december 2012 was de onderzeeboot te bezoeken aan de haven aan de Muella Alfonso XII, maar hij werd na een restauratie ondergebracht in het Zeemuseum van de stad.

### Windmolens

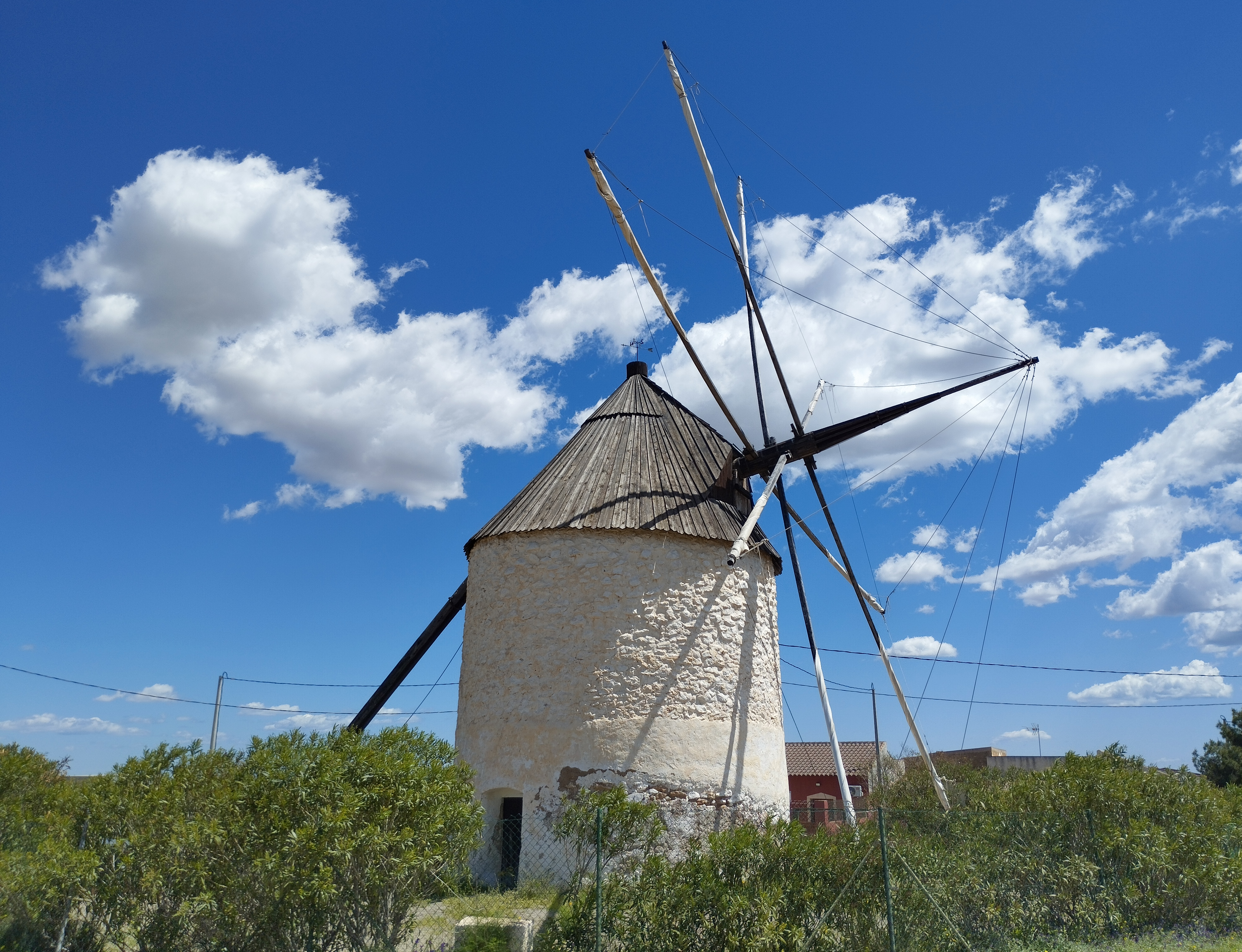
Zabala-molen (meel), Campo de Cartagena

Typisch voor het gebied in de Campo de Cartagena zijn de traditionele windmolens. Gebouwd gedurende de achttiende en negentiende eeuw bevinden de meeste zich tegenwoordig in een deplorabele staat. De molens werden gebruikt voor vier doeleinden: meelmaalderij, zoutmaalderij, persen van oliën waaronder olijfolie en waterwinning. Specifiek kenmerk van deze molens zijn de wieken: deze voeren de driehoekige vorm van het zeil van een zeilschip. Ze werden allemaal geklasseerd als cultureel erfgoed. Enkele werden al gerestaureerd: de oude meelmolen van Zabala, 
de molen La Puebla en de molens uit de deelgemeentes La Palma, Pozo Estrecho en Alumbres.

### Musea
Het aanbod aan musea in Cartagena is heel divers. Deze musea hebben voornamelijk betrekking op de verschillende aspecten van de geschiedenis van de stad.
In het Nationaal Museum van Onderwaterarcheologie  (ARQUA) bevindt zich naast tijdelijke exposities ook de bestendige expositie over onderwater acheologie en scheepsbouw. Het gebouw bevindt zich naast de jachthaven van de stad.
Het Gemeentelijk Archeologisch museum bevindt zich aan de Calle Ramón y Cajal 45, enkele meters van het commercieel centrum El Corte Inglés. In dit museum bevinden zich alle belangrijke stukken uit de omgeving vanaf de prehistorie tot aan de moderne tijd.
Het Museo Teatro Romano de Cartagena, waarvan de ingang zich tegenover het stadhuis (Palacio Consistorial de Cartagena) bevindt, huisvest alle overblijfselen die opgegraven werden tijdens de restauratie van het Romeins amfitheater.
Schuilkelders van de Spaanse Burgeroorlog. Met een capaciteit van 5500 plaatsen gaven ze bescherming tegen de luchtaanvallen uitgevoerd door de troepen van Franco. Bekend zijn de bombardementen die plaatsvonden in de middag van 25 november 1936, de "bombardementen van vier uur", uitgevoerd door het Duitse Condor Legioen.
Het Historische Militair Museum bevindt zich in het Artillerie-Arsenaal aan de Plaza General López Pinto naast het Koninklijk Park. De kazerne werd in opdracht van Koning Karel III gebouwd tussen 17 maart 1777 en 25 augustus 1786. Het museum bezit artilleriestukken, luchtafweerkanonnen, kustgeschut en een hoeveelheid munitie. Ten slotte bevindt zich er de grootste collectie aan miniatuur modellen, die opgenomen is in het Guinness Book of Records.
In het Regionaal Museum voor Moderne Kunst (MURAM) worden tijdelijke exposities georganiseerd. Het museum bevindt zich in het Palacio de Aguirre, gelegen aan de Plaza de la Merced, 16.
Het Maritiem museum van Cartagena is gelegen in een van de bijgebouwen van de Maritieme kazerne.
Museum van de schrijvers Carmen Conde (Cartagena, 1907-Majadahonda, 1996), die ook de eerste vrouw in de Real Academia Española was en oprichtster van de Universiteit van Cartagena en van Antonio Oliver Balmás (Cartagena, 1903-Madrid, 1968)
Het glasmuseum bevat een tentoonstelling van glazen gebruiksmiddelen die door de Santa Lucia glasfabriek (1834-1955) geproduceerd werden.

### Stranden
Het centrum van de stad wordt overheerst door de haven, maar binnen de stadsgrenzen ligt een deel van La Manga del Mar Menor. Het andere deel behoort tot de gemeente San Javier. Met de stranden in het binnenland wordt zo de Mar Menor gevormd. Cartagena bezit ook een deel van de kust aan de Middellandse Zee. De volgende stranden werden gecertifieerd als kwaliteitsstranden door het ICTO (Instituto para la Calidad Turística Española): Cala Cortina, Islas Menores, Playa Honda, Mar de Cristal, Cala del Pino, Cavanna, Barco Perdido, El Galúa, Levante en La Gola.

## Economische activiteit

### Landbouw
Belangrijke investeringen zijn gedaan om het water dat van de bergen komt, op te vangen. Dit leidde ertoe dat de Campo de Cartagena getransformeerd werd in een landbouwgebied. Op dit moment is 36.112 hectare gewijd aan akkerland. De belangrijkste gewassen zijn citroenen (2475 ha), amandelen (1668 ha), meloenen (1218 ha) en sla (1230 ha) (Gegevens van 2006. Ministerie van Landbouw en Water).

### Industrie
Traditioneel bestaat de industriële activiteit in de stad overwegend uit de chemische industrie, de scheepsbouw, de voedingsmiddelenindustrie, de drankenindustrie en de tabaksector.
In de vallei Escombreras bevindt zich het hart van de chemische industriële activiteit. De olieraffinaderij Repsol YPF heeft een dagelijkse capaciteit van 220.000 vaten. Toen dit gebied te klein werd, werd het industrieterrein Los Camachos ontwikkeld. De lokale kleine bedrijven zijn meer geconcentreerd rond het industrieterrein Cabezo Beaza.
In de scheepsbouw is nog één firma actief in de haven, Navantia, het voormalige Bazán. Deze firma is gespecialiseerd in de bouw van oorlogsschepen. Deze industrie startte op in de achttiende eeuw toen het leger zich in de "Arsenal" vestigde.
Wat betreft de drankenindustrie is de stad bekend om de zoete likeur Cuarenta y tres (Licor 43), die tegenwoordig naar ruim zestig landen wordt geëxporteerd.

### Haven
In het havengebied worden de volgende activiteiten uitgeoefend:
- Militair (zie beneden onder kop #Leger).
- Jachthaven met sport- en plezierboten.
- Handelsschepen zorgen ervoor dat de handel een grote bloei kent. De haven kende in 2012 een groei van 33% en kende haar beste jaar in zijn geschiedenis, waarin meer dan 30 miljoen ton goederen overgeslagen werden. Met 24 miljoen ton zijn de onverpakte vloeibare producten heel belangrijk voor de haven. Voorts worden er 5 miljoen ton bulkgoederen en 1 miljoen ton levende kalveren en schapen verscheept. Met deze statistieken bevindt de haven zich op de vierde plaats van de Spaanse havens, na Algeciras (Cádiz), Valencia en Barcelona.
- Visserij speelt nog een kleine rol, vooral in de wijk Santa Lucia.
- Cruiseschepen. Talrijke cruiseschepen doen de haven van Cartagena aan. Daarom werd er een specifieke ligplaats voor deze schepen gebouwd, waardoor de passagiers gemakkelijk te voet toegang hebben tot de haven en de stad. De terminal is gevestigd aan de buitenkant van de jachthaven, een ideale plek door zowel de nabijheid van het stadscentrum en van de culturele bezienswaardigheden. De terminal heeft voorts een parkeerplaats voor bussen en taxi's.
- Zeebasis van de Guardia Civil.
- Basis voor het Spaans Maritiem Veiligheidsagentschap (Sociedad de Salvamento Maritimo).

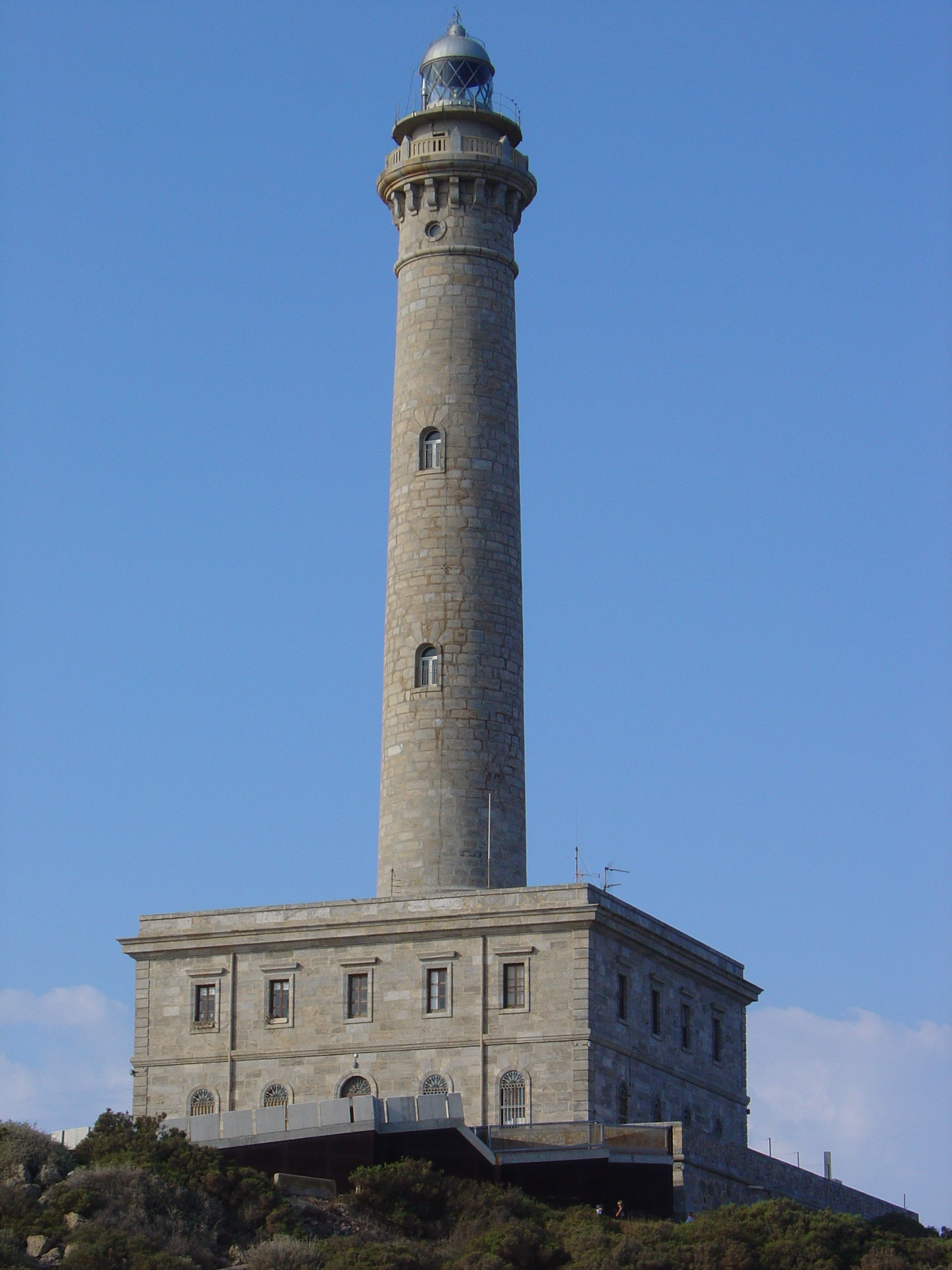
Vuurtoren van Cabo de Palos

Ten oosten van de haven ligt het punt Cabo de Palos. Het bestaat uit een klein uitstekend gebergte dat in de Middellandse Zee terug boven het waterspiegel komt ter hoogte van de eilanden genaamd "islas Hormigas". Aangezien het een drukke vaarroute is om af te draaien naar Valencia en Barcelona, heeft men er een vuurtoren geplaatst. Reeds in de oudheid stond er op die plek een tempel ter ere van Baäl Hammon, later geïdentificeerd door de Romeinen als Saturnus. In 1554, als gevolg van de intensiteit van de aanvallen van piraten op de Spaanse Middellandse Zeekust, besliste keizer Karel V om er een uitkijktoren met de naam van Torre de San Antonio te bouwen. In de tijd van Filips II van Spanje, werd bij het ontwikkelen van een compleet systeem van kustverdediging een zeshoekige toren gebouwd. Deze werd voltooid in 1578. Ondanks het feit dat deze toren zich nog in een zeer goede staat bevond, werd hij in 1862 gesloopt en werden de stenen gebruikt bij de bouw van de huidige vuurtoren. Het werk aan de nieuwe vuurtoren werd in 1864 voltooid.

### Toerisme
Het belang van toerisme neemt toe. Belangrijke troeven zijn de nabijheid van de kust en het archeologische erfgoed van de stad. Verder werd een orgaan ter promotie van het toerisme onder de naam Puerto de Culturas opgericht. Een belangrijk actiepunt was het aantrekken van cruiseschepen.
Op dit moment heeft Cartagena, na de hoofdstad van de regio, het grootste aantal kamers (5366). Het heeft ook vier campings met een capaciteit van 8192 personen.

### Leger
Verschillende duizenden militairen zijn gelegerd in Cartagena. Vandaag de dag zijn dat onder andere de volgende regimenten en militaire functies:
- Maritieme basis (Almirantazgo de Acción Marítima)
- Onderzeeërbasis van het Spaanse leger
- Legerschepen en mijnenvegers
- Elitetroepen van de Marine (Tercio de Levante de Infantería de Marina)
- 73ste luchtafweerregiment.

## Politiek
Net als alle andere Spaanse gemeenten, wordt Cartagena bestuurd door zijn eigen gemeenteraad, bestaande uit 27 raadsleden die om de vier jaar democratisch gekozen worden tijdens gemeenteraadsverkiezingen.
De eerste lokale verkiezingen werden gehouden in 1979. Sindsdien heeft Cartagena acht burgemeesters gekend: drie van de Socialistische Partij (PSOE), een van de Partido Cantonal (PCAN), de eerste vrouwelijke burgemeester Pilar Barreiro (PP), die vijf termijnen regeerde, opgevolgd door José López van Movimiento Ciudadano. Daarna volgde weer twee vrouwen met Ana Belén Castejón (eerst PSOE, daarna onafhankelijk) en Noelia Arroyo (PP).
| Legislatuur | Naam                       | Politieke partij                                    |
| ----------- | -------------------------- | --------------------------------------------------- |
| 1979-1983   | Enrique Escudero de Castro | PSOE                                                |
| 1983-1987   | Juan Martínez Simón        | PSOE                                                |
| 1987-1991   | Antonio Vallejo Alberola   | PCAN                                                |
| 1991-1995   | José Antonio Alonso Conesa | PSOE                                                |
| 1995-1999   | Pilar Barreiro Álvarez     | PP                                                  |
| 1999-2003   | Pilar Barreiro Álvarez     | PP                                                  |
| 2003-2007   | Pilar Barreiro Álvarez     | PP                                                  |
| 2007-2011   | Pilar Barreiro Álvarez     | PP                                                  |
| 2011-2015   | Pilar Barreiro Álvarez     | PP                                                  |
| 2015-2017   | José López Martínez        | Movimiento Ciudadano regeert met PSOE               |
| 2017-2019   | Ana Belén Castejón         | PSOE regeert met Movimiento Ciudadano               |
| 2019-2021   | Ana Belén Castejón         | Onafhankelijk (uitgesloten uit PSOE) regeert met PP |
| 2021-2023   | Noelia Arroyo              | PP regeert met Onafhankelijk (uitgesloten uit PSOE) |
| 2023-       | Noelia Arroyo              | PP minderheidskabinet met 10 van de 27 zetels       |

## Demografische ontwikkeling
Demografische ontwikkeling van Cartagena sinds 1842
Bron INE.

## Gastronomie

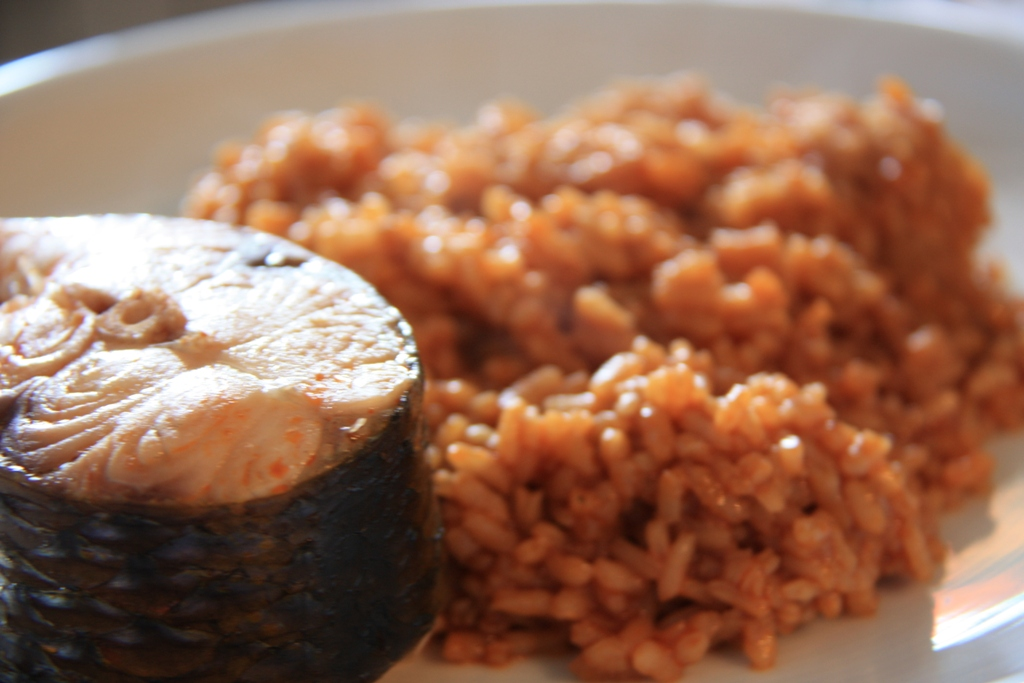
Arroz caldero con mujol.

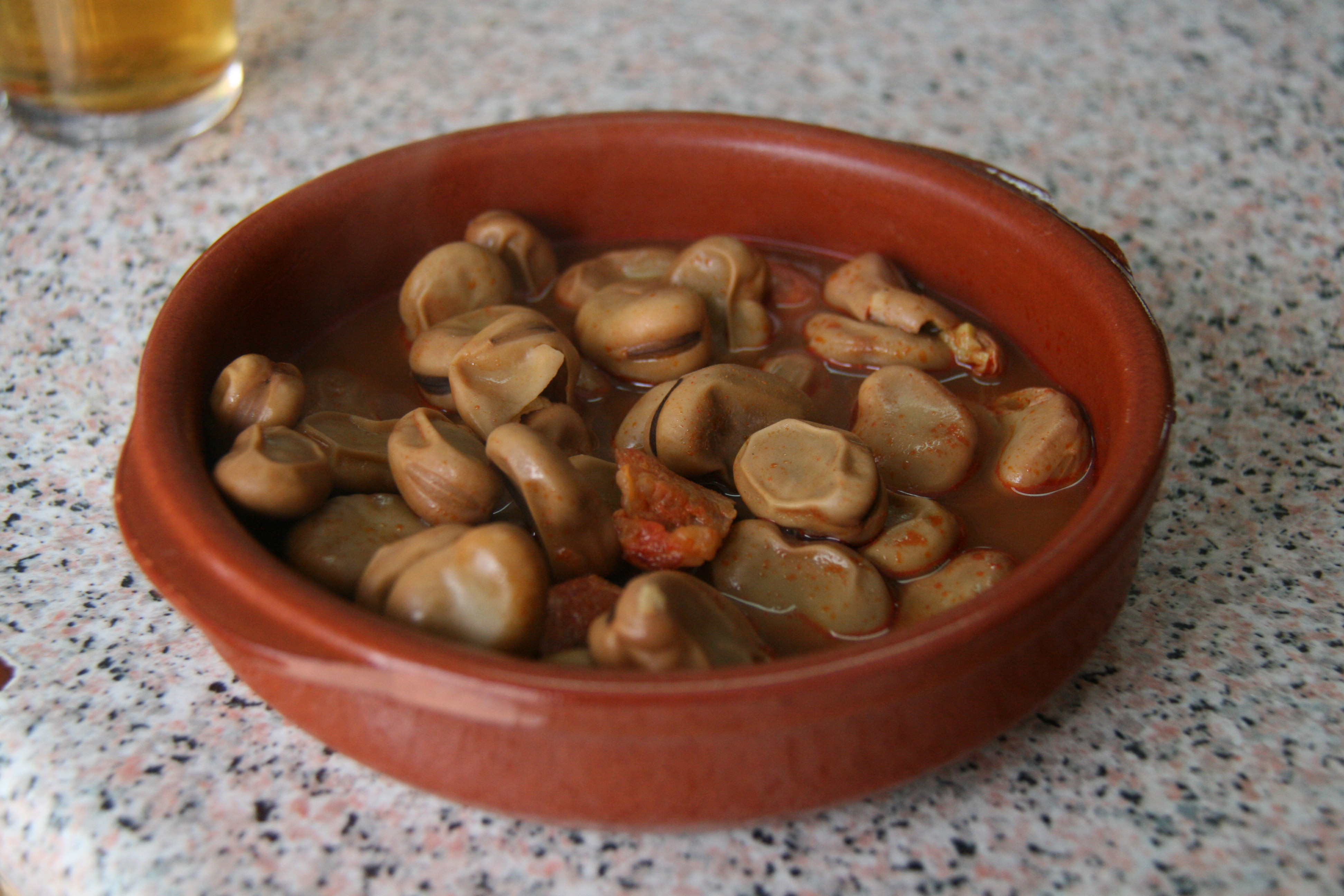
Michirones opgediend in een aardewerk schaal.

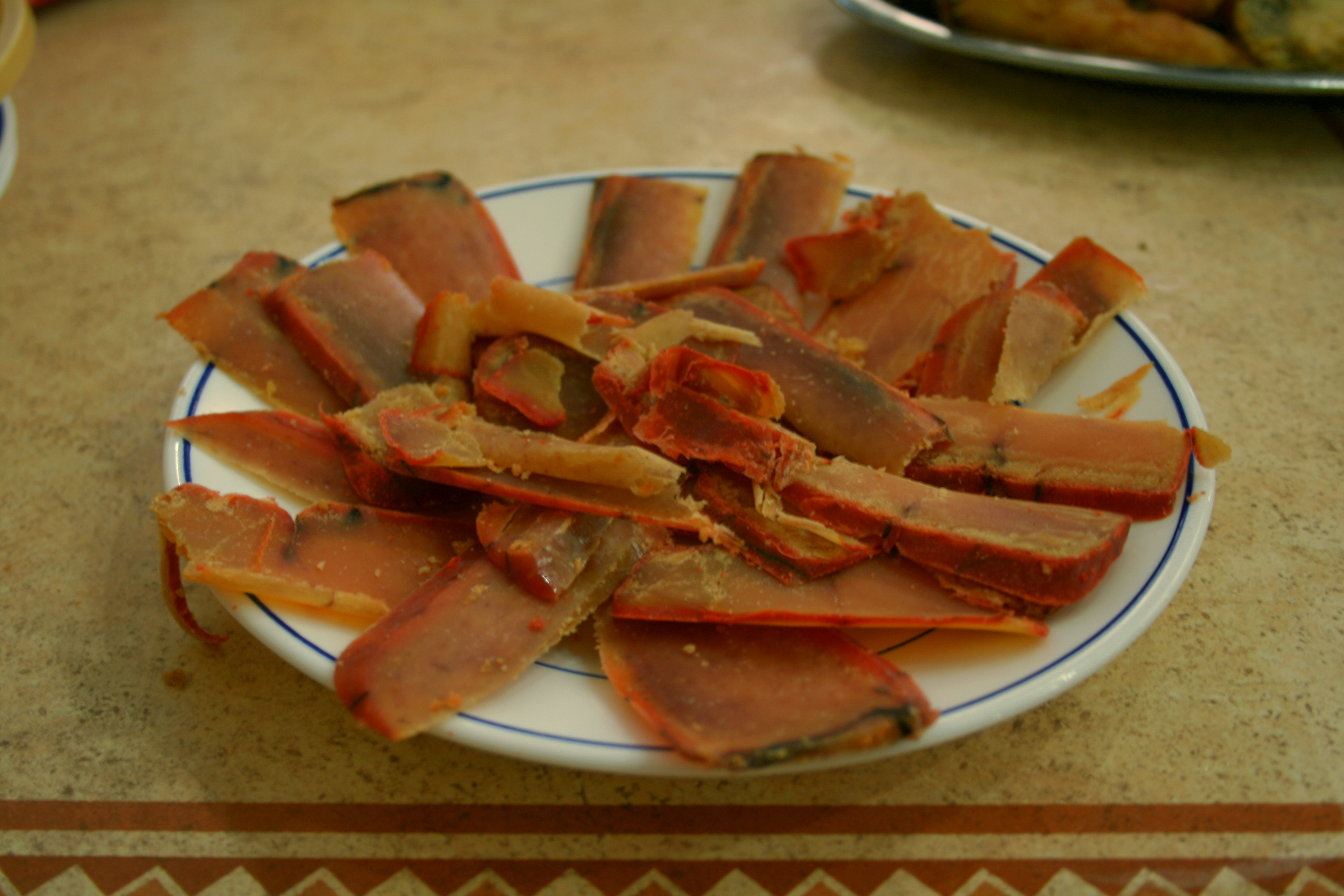
Gezouten vis gesneden in schijfjes.

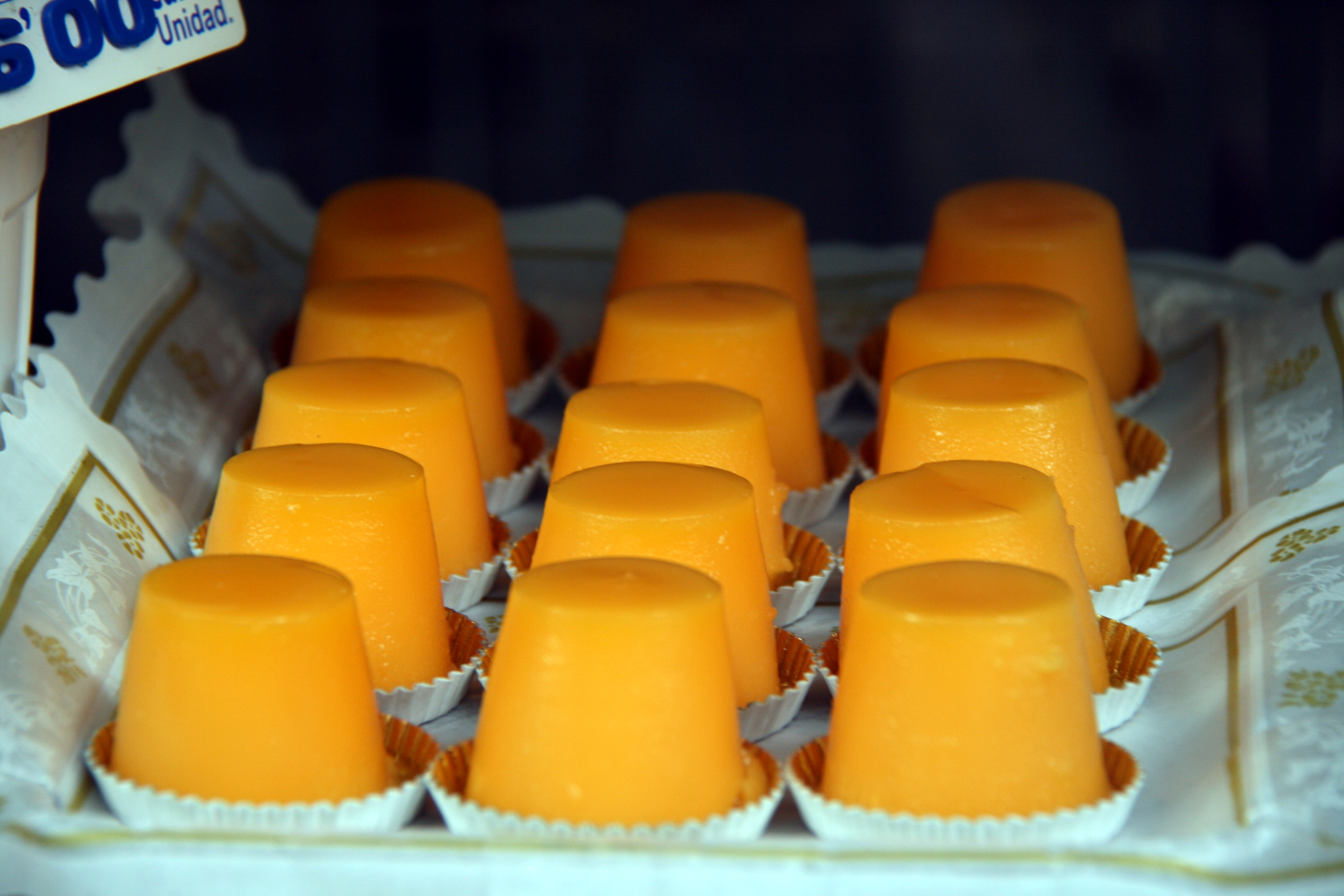
Tocinillos de cielo.

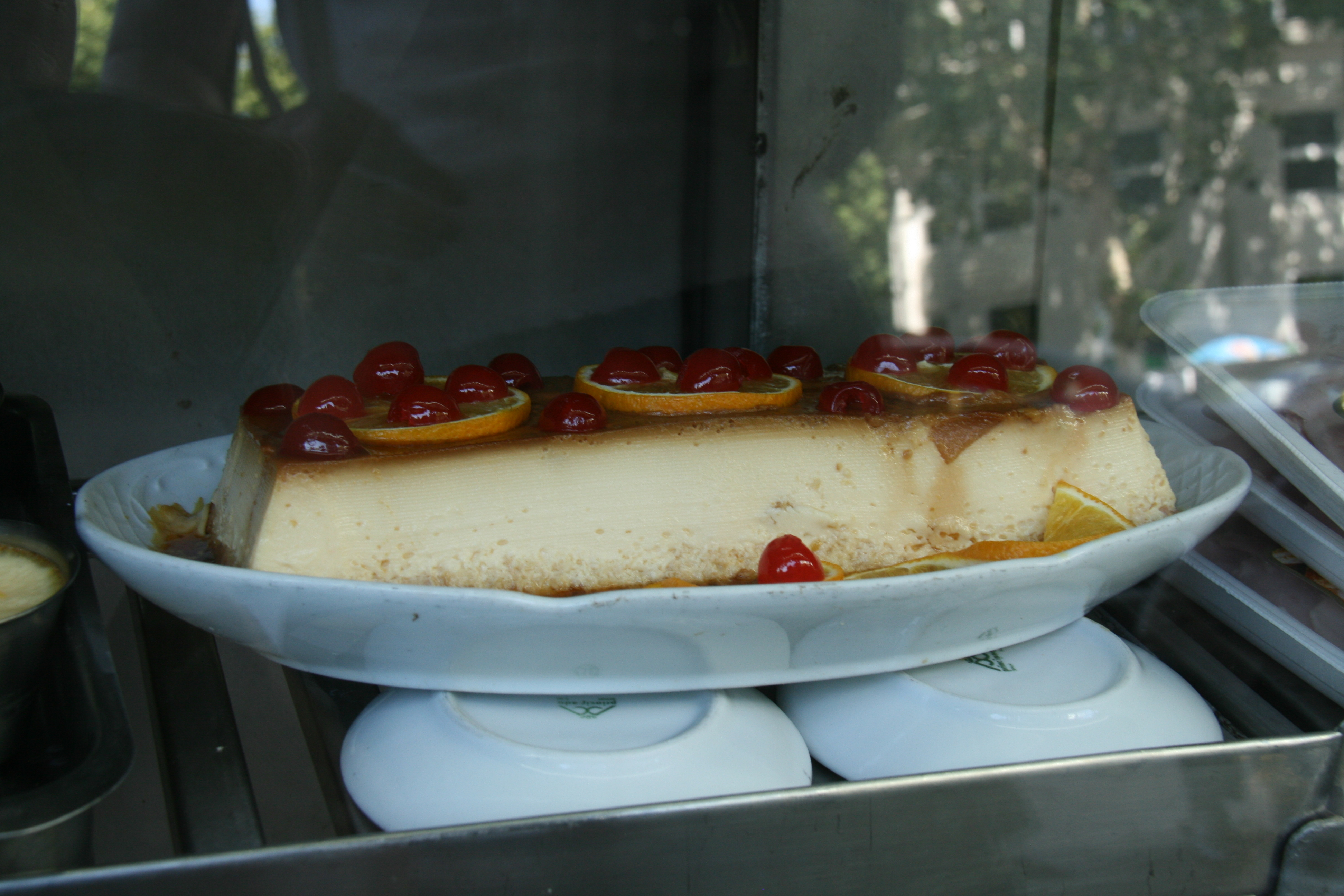
Pan de Calatrava.

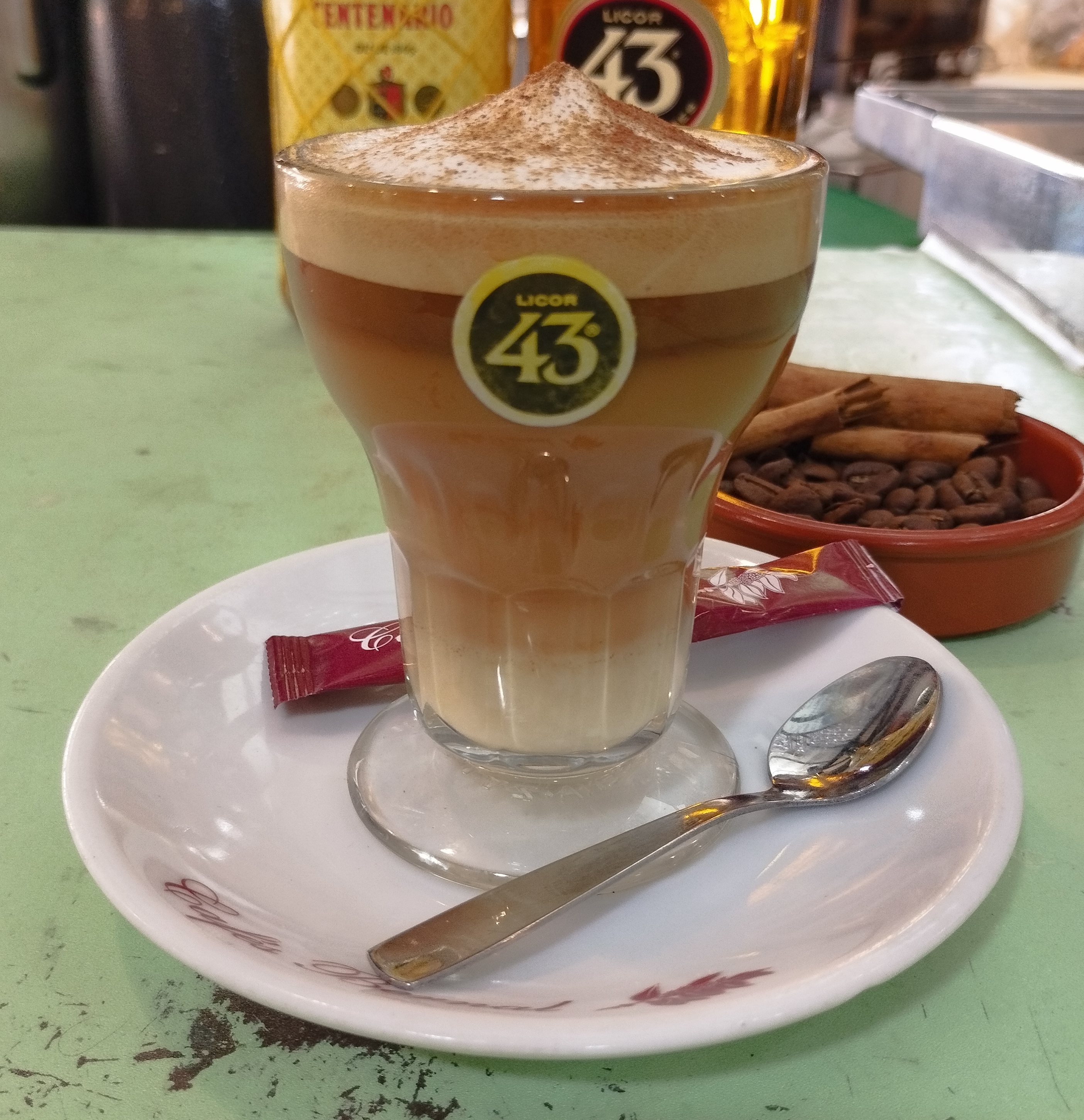
Een koffie asiático, geserveerd in het typisch glas uit Cartagena.

### Typische gerechten
Het meest bekende gerecht wordt "arroz caldero" genoemd. Het is een gerecht op basis van rijst, vis en schaaldieren. Van de vis en de schaaldieren wordt een bouillon gemaakt. Dit gebeurt na toevoeging van verschillende kruiden, die kunnen wisselen naargelang de smaak. Zo kan er saffraan, paprikapoeder, gember, viskruiden of zelfs curry toegevoegd worden. Eens de bouillon gereed, wordt daarin de rijst gekookt.
Daarnaast heb je nog de "michirones", een stoofpot op basis van gedroogde tuinbonen waaraan meestal ham, chorizoworst en laurier worden toegevoegd. Het gerecht wordt meestal in een aardewerk schaal gepresenteerd.
Andere typische gerechten zijn konijn geserveerd met rijst, konijn met knoflook, gepekelde vis en nagerechten zoals "arrope" (een snoepje gemaakt met gedroogde vijgen), "tocinillos de cielo" (desert gemaakt van gekaramelliseerd eigeel en suiker, compact en diepgeel van kleur) en "pan de Calatrava" (een soort pudding).

### Dranken
Cartagena is bekend om de zoete likeur Cuarenta y tres (Licor 43), die naar ruim 60 landen wordt geëxporteerd.
Tot de typische dranken behoren de "asiático", waarvan de ingrediënten koffie met Licor 43, Brandy en gecondenseerde melk zijn, de "láguena", een mengsel van anijslikeur en zoete wijn en de "reparo", op basis van Brandy en zoete wijn.

### Brood en banket
In de bakkerij zijn de "crespillos", een gezouten en knapperig rond gebak van tarwebloem, erg gekend. Evenals de "empanadillas", waarvan deze gevuld met tonijn en ei en de gefrituurde het populairst zijn. Ook bekend zijn de lokale "exploradores", gebakken vleespasteitjes bestrooid met poedersuiker. De meest populaire gebakjes zijn de "suspiros" , gemaakt van geklopt eiwit en suiker bij voorkeur poedersuiker, waaraan aroma's kunnen worden toegevoegd, of vanille, hazelnoot of amandelen. Deze gebakjes inspireerden de componist Antonio Álvarez Alonso toen hij de Paso doble genaamd "Suspiros de España" componeerde. Daarnaast zijn er nog twee gebakjes, die tijdens een korte periode in het jaar gefabriceerd worden. Vooreerst de "cordiales", die enkel rond Kerstmis gefabriceerd worden. Ze worden gemaakt door een deeg te maken van gemalen amandelen, engelenhaar, suiker, ei en citroenschil. Daarnaast zijn er nog de "rollicos de San Antón", gefabriceerd voor de feesten van de beschermheilige, San Antonio Abad, op 17 januari. Hun meest representatieve ingrediënt is anijs, dat wordt toegevoegd tijdens de bereiding van het deeg.

## Universiteiten
Momenteel zijn er vijf universiteiten gevestigd in Cartagena: de Polytechnische Universiteit van Cartagena of UPCT (la Universidad Politécnica de Cartagena), Sint-Antonius Katholieke Universiteit of UCAM (la Universidad Católica San Antonio), Nationale Universiteit van het Onderwijs op afstand of UNED (la Universidad Nacional de Educación a distancia), de Internationale Universiteit Menéndez Pelayo of UIMP (la Universidad Internacional Menéndez Pelayo) en de Universiteit van Murcia of UM (Universidad de Murcia).

### Polytechnische Universiteit van Cartagena (UPCT)

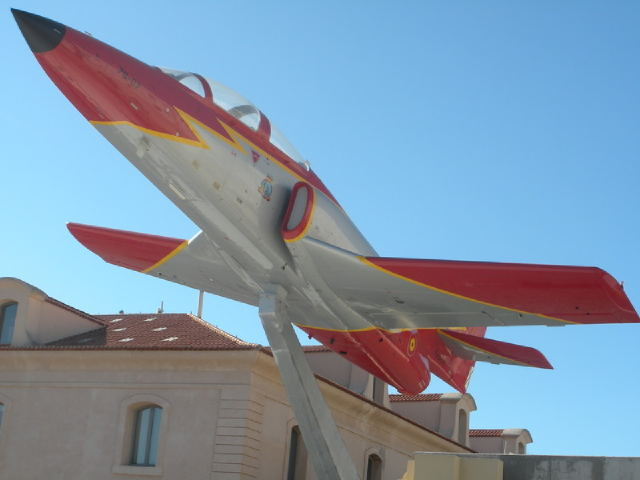
C-101 van de Kunstvliegformatie Patrulla Águila geschonken aan de Universidad Politécnica de Cartagena.

De Polytechnische Universiteit van Cartagena of UPCT (la Universidad Politécnica de Cartagena) is een openbare universiteit met technologische opleidingen en opleiding voor de vorming van toekomstige ondernemers. Het werd opgericht in 1998 na de fusie van verschillende centra, die cursussen verzorgden op de campus van Cartagena. Volgende opleidingen worden er verzorgd:
- Landbouwkunde
- Industrieel Ingenieur
- Zeevaartkunde
- Telecommunicatie
- Bedrijfskunde
- Architectuur en Bouwkunde
- Civiele techniek havens, wegen, kanalen en mijnkunde
- Defensie
- Toerisme

### Sint-Antonius Katholieke Universiteit (UCAM)
De UCAM (la Universidad Católica San Antonio), gevestigd in hoofdstad Murcia, opende in oktober 2014 een campus in Cartagena, in de wijk genaamd Los Dolores gelegen ten Noorden van de stad. De Campus is gevestigd in een voormalige militaire kazerne, wiens restauratie in 2006 begon. Op de campus van Cartagena worden de volgende richtingen gedoceerd: Rechtsgeleerdheid, Psychologie, Fysiotherapie, Verpleegkunde, Opvoedkunde, Leraar Basisonderwijs, Sport en Toerisme. Jose Luis Mendoza, voorzitter van de UCAM, heeft aangekondigd om in de toekomst nog andere richtingen in te voeren.

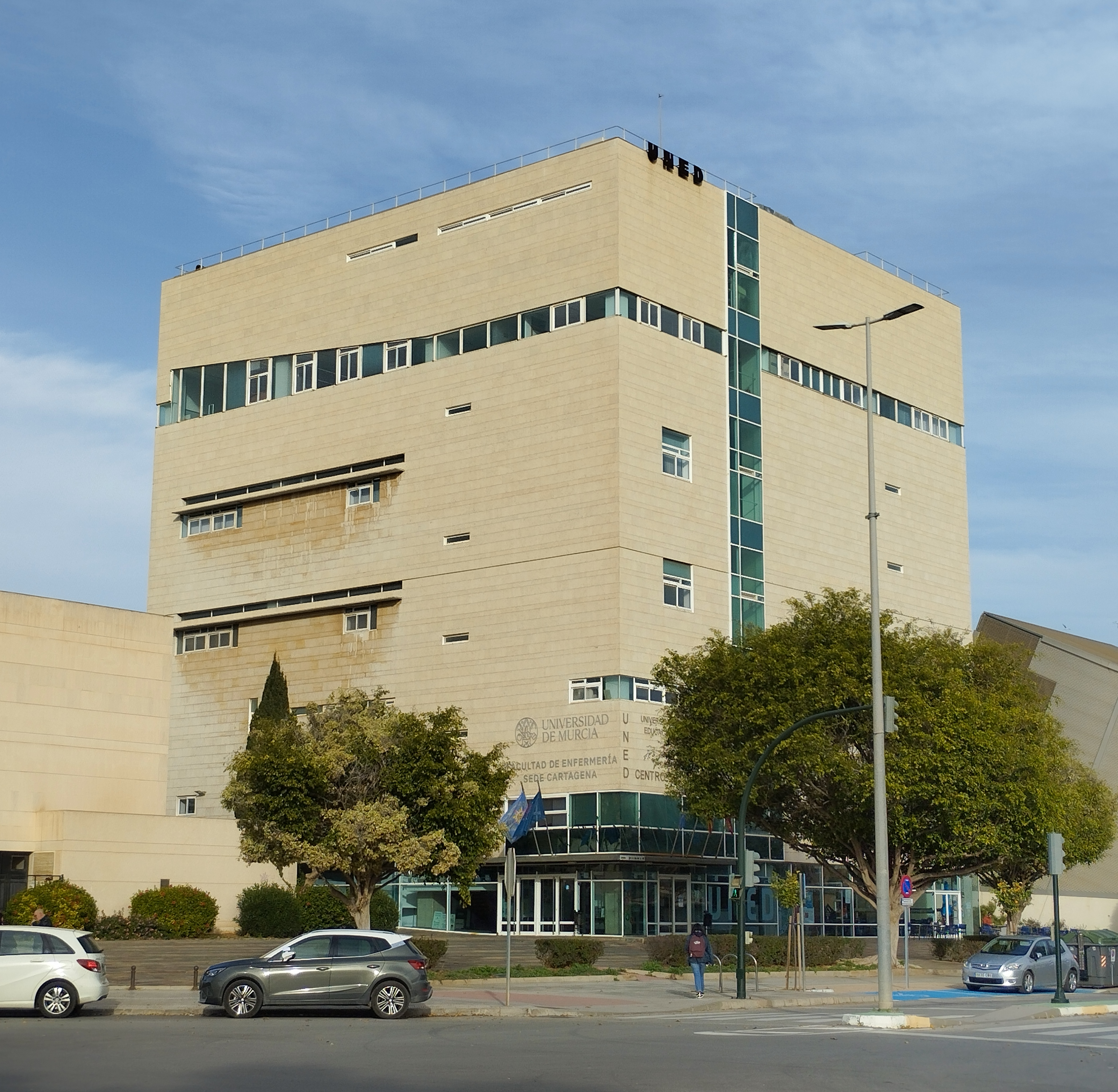
Hoofdzetel Universidad Nacional de Educación a Distancia (UNED)

### Nationale Universiteit voor onderwijs op afstand (UNED)
De regionale hoofdvestiging van UNED in Murcia is gevestigd aan de Calle Ingeniero de la Cierva in Cartagena.

### Internationale Universiteit Menéndez Pelayo (UIMP)
De zetel van de UIMP (la Universidad Internacional Menéndez Pelayo) is gevestigd in Madrid. Het is een openbare universiteit met vestigingen in Santander, Valencia, Barcelona, Cartagena, Cuenca, Luis Seoane Foundation (La Coruña), Granada, Huesca, Sevilla, La Línea de la Concepción en Santa Cruz de Tenerife. In Cartagena is het UIMP gehuisvest in het gebouw van de Kamer van Koophandel, Industrie en Navigatie van Cartagena. Dit gebouw is gelegen aan de Muelle de Alfonso XII in een mooie omgeving in het centrum van de stad.

### Universiteit van Murcia (UM)
De UM (Universidad de Murcia) organiseert in Cartagena de opleidingen tot kleuterleider, onderwijzer lager onderwijs, arbeidsrelaties en HR en verpleegkunde.

## Belangrijke feesten

### Carnaval
Deze viering had een diepgewortelde populariteit, vooral gedurende de tweede helft van de negentiende eeuw, maar werd verboden aan het einde van de Burgeroorlog. Met het herstel van de democratie en vooral na 1981, won het Carnaval weer aan interesse en vanaf toen werden ze als van Regionaal Toeristisch Belang verklaard. Het evenement dat een week duurt, bestaat uit parades en een wedstrijd waar de mooiste kostuums gekozen worden.

### Semana Santa
Zoals in de meeste belangrijke steden van Spanje worden er in de week voor Pasen verschillende processies georganiseerd. Deze starten in de vroege ochtend van Goede Vrijdag, het feest van de patroonheilige van de stad (de Maagd van de Liefde), tot Paaszondag. Elke dag is er een processie.
De Raad van het Broederschap van de Heilige week (La Junta de Cofradía de la Semana Santa) bestaat uit vier penitentiaire broederschappen: Makos, Californios, Risen en Socorro. De twee eerste broederschappen organiseren zelfs tijdens verschillende dagen processies.
De Heilige Week van Cartagena werd van internationaal toeristisch belang verklaard in 2005.
De 'epicentrum' van de Heilige Week in Cartagena is de kerk van Santa María de Gracia, een tempel van de achttiende eeuw, die nooit werd voltooid en bovendien zwaar werd getroffen tijdens het begin van de Spaanse Burgeroorlog in 1936. Het is gelegen aan de Calle de Aire, in het oude gedeelte van de stad.

### Cartageneras
Cartageneras zijn een flamenco vorm uit de cantes de las minas stijl (NL: zang uit de mijnen). Ze ontstonden uit de oud folkloristische fandangostijlen. De basis van deze specifieke vorm ligt in de traditionele fandangos uit het gebied van de mijnen van Cartagena
(Murcía), Zuid-Spanje.

### La Mar de Músicas
Dit evenement is een festival gewijd aan verschillende muziekgenres van een bepaald land. Dit festival wordt sinds 1995 elk jaar tijdens de maand juli georganiseerd. Naast de muziek worden er verschillende alternatieve activiteiten georganissers zoals film, literatuur en tentoonstellingen gewijd aan het gastland.

### Cartagineses y Romanos
"Cartageners en Romeinen" is een festival dat sinds 1990 georganiseerd wordt tijdens de tweede helft van september. Deze feesten werden van Nationaal Toeristisch Belang verklaard.
Ze bestaan uit massa evenementen, die de historische gebeurtenissen uitbeelden die in de stad plaatsgrepen tijdens de Tweede Punische Oorlog. De gebeurtenissen die worden herinnerd zijn de stichting van de stad door de Carthaagse generaal Hasdrubal de Schone, de doorsteek van Hannibal naar Rome en de grote strijd voor de verovering van de stad door de Romeinse generaal Scipio Africanus in 209 voor Christus. Gedurende 10 dagen worden verschillende theatrale acts georganiseerd met zelfs een strijd tussen gladiatoren en wagenrennen.

### Jazzfestival van Cartagena
Het festival werd opgericht in 1980 en overspoelt de stad vanaf einde oktober tot en met begin december met de beste traditionele en avant-garde jazzmuziek. Het wordt samen met het jazzfestival van San Sebastián en het Vitória Jazz Festival beschouwd als een van het beste in Spanje. Prestigieuze musici zoals Cassandra Wilson, Patti Smith, Rufus Wainwright en Bill Evans hebben reeds deelgenomen.

### International Filmfestival van Cartagena
Het International Film Festival van Cartagena, ook wel bekend als FICC, is een internationaal filmfestival dat plaatsvindt sinds 1972 in de stad Cartagena. Het is het oudste filmfestival in de regio Murcia. Het festival wordt jaarlijks gehouden tijdens de maand november.

## Verkeer en vervoer
De ontsluiting van de stad is goed, aangezien het aanbod van vervoermiddelen veelzijdig is en kwalitatief goed te noemen.

### Wegverkeer
Op de Lijst van Spaanse autosnelwegen vinden we twee autoroutes die de stad doorkruisen
| Aanduiding | Benaming                   | Traject                       |
| ---------- | -------------------------- | ----------------------------- |
|            | Autopista del Mediterráneo | Crevillent – Cartagena        |
| A-30       | Autovía de Murcia          | Albacete – Murcia – Cartagena |

In de buurt van Cartagena zijn er zelden files te bemerken op deze autosnelwegen.

### Openbaar vervoer

#### Bus
- Stedelijk vervoer

Cartagena heeft een openbaar bus bedrijf genaamd Urban Transport Cartagena SA, afgekort TUCARSA. De openbare concessie werd verleend aan de commerciële onderneming ALSA.
Het stadsbestuur van Cartagena ondertekende in 2007 een samenwerkingsovereenkomst met het Agentschap voor Energie Management in de regio Murcia (ARGEM) voor het gebruik van biodiesel in het openbaar vervoer om zo de schadelijke uitstoot met ongeveer 14 ton te verminderen. Dit initiatief, dat deel uitmaakt van het Europese project Bio-NETT, kende haar operationele start in maart 2008.
- Vervoer binnen de regio van Murcia

De busdiensten, die verzorgd worden binnen de regio, zijn:
- MUR-005. Cartagena – Puerto Lumbreras (Tucarsa).
- MUR-014. Cartagena – Galifa (Tucarsa).
- MUR-028. Cartagena – Shire (Tucarsa).
- MUR-036. Cartagena – El Algar (Coaches Paterna).
- MUR-083. Cartagena – Murcia (Lycar[29])

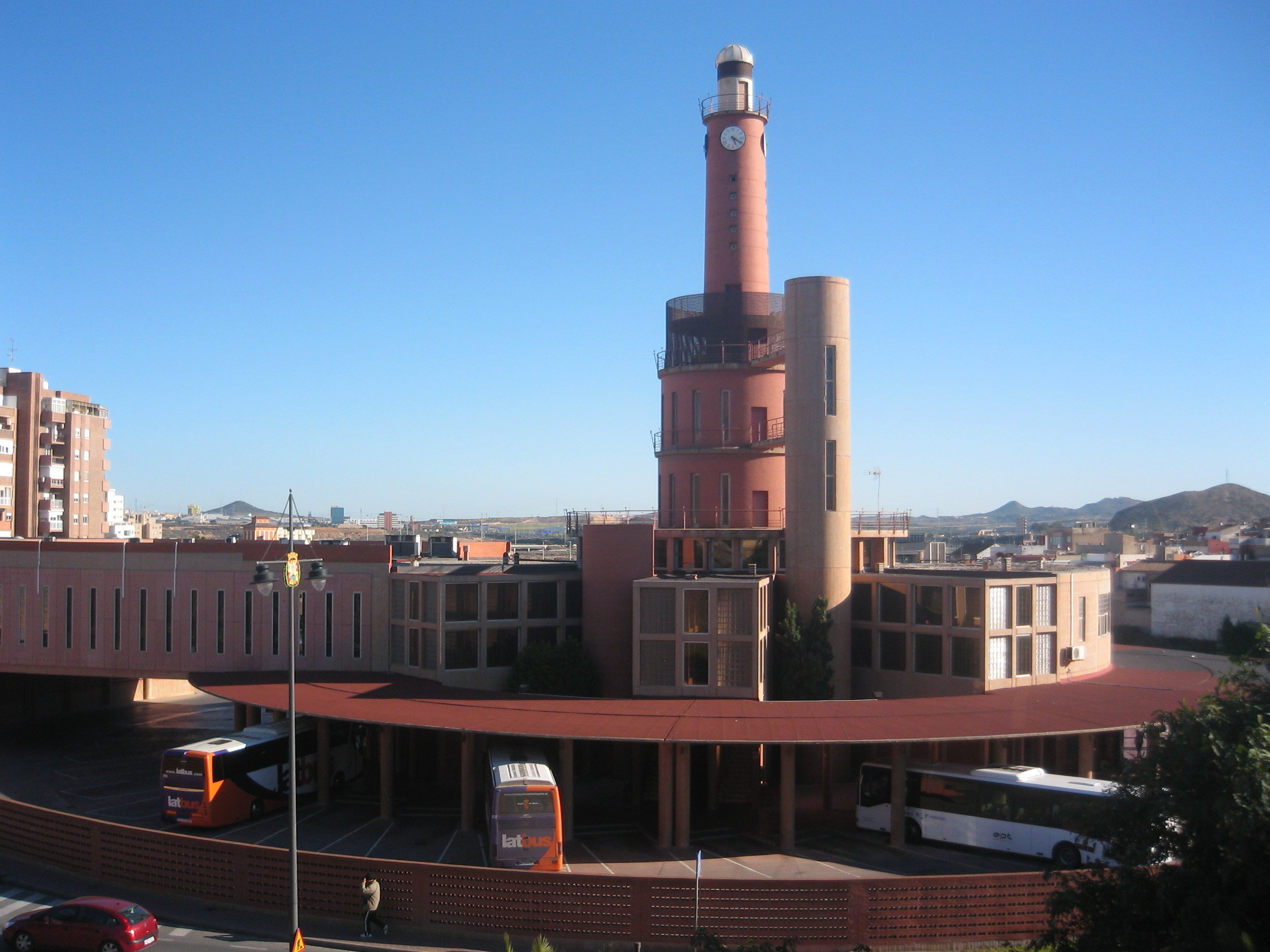
Busstation Av. Trovero Marín

- Nationaal en internationaal vervoer

Vanaf het busstation van de stad, dat zich aan de Avenida Trovero Marín bevindt, zijn er regelmatige buslijnen met de andere grote stedelijke centra in de regio en Spanje, evenals een aantal buitenlandse steden. De commerciële bedrijven die hier hun busdiensten aanbieden zijn ALSA, Lycar (naar Almería, Vera en Cuevas de Almanzora) en Costa Azul (naar Alicante, Los Alcázares, Elda en El Pilar).

#### Trein
In Cartagena zijn er twee treinstations, één bestemd voor het conventionele spoor en één bestemd voor het smalspoor (Ferrocarriles de Vía Estrecha, afgekort FEVE), die de stad verbindt met Los Nietos aan de Mar Menor.
Wat het conventionele spoor betreft, biedt de Spaanse spoorwegen Red Nacional de los Ferrocarriles Españoles, afgekort RENFE, naast twee regionale treinen naar Murcia en Valencia slechts twee binnenlandse verre bestemmingen naar Madrid (Altaria treinen) en Barcelona (Talgo-treinen) aan en één internationale bestemming Montpellier (Talgo-treinen).

### Luchthaven
De dichtstbijzijnde luchthaven was gelegen in San Javier, ongeveer twintig kilometer van Cartagena. Deze basis verzorgde zowel militaire als burgervluchten. Vanaf januari 2019 verhuisde de luchthaven naar Corvera, ongeveer dertig kilometer van Cartagena. TUIfly verzorgt verschillende vluchten per week naar de luchthaven van Antwerpen en Charleroi.
Op honderd kilometer afstand is er de luchthaven van Alicante. Verschillende luchtvaartmaatschappijen bieden vluchten naar België en Nederland aan. Zo verzorgt TUIfly verschillende vluchten per week naar de luchthavens van Antwerpen, Brussel, Charleroi, Luik en Oostende. Daarenboven verzorgt Ryanair verschillende vluchten per week naar de luchthavens van Charleroi, Maastricht en Eindhoven. Voorts verzorgt Transavia vluchten op de luchthaven van Schiphol, Rotterdam en Eindhoven. Ten slotte verzorgen Vueling Airlines en KLM vluchten op Schiphol.

### Haven
De haven van Cartagena kent geen vaste oversteekdiensten, maar verschillende cruiseschepen doen de haven aan.

## Sport

### Voetbal
Cartagena CF, opgericht in 1919, Cartagena FC, opgericht in 1940 en FC Cartagena, opgericht in 1995, speelden tot en met seizeon 2024-2025 respectievelijk 7, 8 en 8 seizoenen in de Segunda División A. FC Cartagena maakt sinds seizoen 2020/21 weer deel uit van dit tweede niveau van het Spaanse voetbal. Cartagena FC had geen eerste ploeg tijdens het seizoen 2022/23 en op 4 juli 2023 werd er met Mar Menor FC een samenwerkingsakkoord getekend. Daardoor verhuisde de ploeg uit San Javier voor minstens vijf seizoenen naar Cartagena. De ploeg ging verder onder de naam Racing Cartagena Mar Menor.

### Zaalvoetbal
Het zaalvoetbal is erg populair in de stad Cartagena. Futsal Cartagena heeft na seizoen 2023-2024 in totaal 22 seizoenen gespeeld in de Eerste Divisie, het hoogste niveau in Spanje. De club werd opgericht in 1993 en op het einde van het seizoen 2023-2024 werd de ploeg Spaans kampioen.  Voor het ogenblik draagt de ploeg de naam Jimbee Cartagena. Vanaf 1998 tot en met 2012 speelden ze op het hoogste niveau, maar toen volgde met een vijftiende plaats de degradatie.  Na vier seizoenen gespeeld te hebben op het tweede niveau van het Spaanse zaalvoetbal, werd de ploeg tweede achter het filiaal van El Pozo Murcia, zodat de ploeg van het seizoen 2016-2017 weer actief is in de Primera División de Futbol Sala. Het eerste seizoen bevond de ploeg zich constant in de veilige zone van het behoud, maar op het einde werd het nog best lastig en eindigde de ploeg op de veertiende plaats, net genoeg voor de redding. Na de reguliere competitie 2020-2021 kon de ploeg met een vierde plaats zich voor de eerste keer plaatsen voor de play offs van 8 ploegen, maar in de eerste ronde werd de ploeg reeds uitgeschakeld. Hetzelfde scenario, maar dan met een vijfde plaats in de eindrangschikking, voltrok zich het seizoen 2021-2022.
Het seizoen 2022-2023 werd gekenmerkt door de deelname aan de finale van de Copa del Rey. De beker ging echter verloren na een 3-4 verlies tegen FC Barcelona. Dankzij deze bekerfinale speelde de ploeg op 7 januari 2024 de Super Copa de Espana. Wat vorig jaar niet lukte, gebeurde nu wel met FC Barcelona met 2-1 te verslaan.
Hetzelfde jaar kreeg de club van 21 tot en met 24 maart 2024 voor het eerste maal in hun geschiedenis de kans om the eind tornooi van de Copa del Rey te organiseren. De deelnemende ploegen waren de acht best geplaatste ploegen na de heenronde, zijnde Jimbee Cartagena, ElPozo Murcia, Barça, Movistar Inter, Osasuna Magna, Manzanares, Jaén en Mallorca Palma Futsal. Op het einde van dat seizoen werd de ploeg voor de eerste maal Spaans kampioen.  Ze waren vijfde geëindigd tijdens de reguliere competitie, waarvan de acht eersten zich voor de play offs plaatsen.  Eerst werd Inter FS Madrid twee keer verslagen, waarna FC Barcelona tweemaal verslagen werd.  Zo kwamen ze in de finale streekgenoot El Poza Murcia tegen.  De ploeg die als eerste drie wedstrijden won, kon zich kampioen noemen.  Cartagena won de twee eerste uitwedstrijden met 1-2, derde wedstrijd te Cartagena bleef steken op een 3-3 gelijkspel waarna Murcia met penalties won en de vierde wedstrijd won Cartagena thuis met 5-2.  
Dit houdt in dat de ploeg kan deelnemen aan de UEFA Futsal Champions League.  De eerste ronde vond plaats vanaf 22 tem 27 oktober 2024 plaats in België..  De ploeg kon zich als winnaar voor de volgende ronde kwalificeren.  Die had plaats in de eigen Palacio de Deportes te Cartagena en de tegenstanders waren FK Rīga, Meta Catania en United Galați. Het gastteam, kon zich op schitterende wijze kwalificeren voor de Final Four.  Deze finale werd van 2 tot 4 mei 2025 in Le Mans georganiseerd. De deelnemende ploegen waren naast Cartagena, Kairat Almaty, Sporting Lissabon en Palma.  De eerste ronde werd verloren tegen Kairat en de troosting werd gewonnen tegen Lissabon.  Het was het Spaanse Palma dat de beker uiteindelijk won van Kairat.  Op het einde van het seizoen 2024-2025 werd de ploeg vijfde en plaatste zich weer voor de eindronde.  In de eerste twee rondes werden achtereenvolgens Inter Movistar Madrid en ElPozo Murcia uitgeschakeld.  In de finale bleek de ploeg ook sterker dan FC Barcelona, en zo werd de ploeg voor de tweede opeenvolgende manier kampioen van Spanje.
Hun gewonnen toornooien zien er als volgt uit:
- Kampioen Spanje : 2024 en 2025
- Super Copa de Espana : 2024 en 2025

### Tafeltennis
UCAM Cartagena Tenis de Mesa is, wat het vrouwentafeltennis betreft, een van de belangrijkste ploegen uit Europa. Het is de enige club uit de stad die deelgenomen heeft aan een Europese competitie. In 2010 behaalde ze voor de tweede maal een tripel: kampioen van Spanje, de Spaanse beker en Europees kampioen. De volledig erelijst ziet er als volgt uit
- Eenentwintigmaal Spaans kampioen, waarvan het laatste seizoen 2022-2023[37]
- Achttienmaal de Spaanse beker, waarvan de laatste twee in 2022[38] en in 2024[39]
- Viermaal Europees kampioen (2010, 2011, 2019 en 2022)[40][41][42] en is daarmee de recordhouder van het aantal titels.

Ook de mannen, UCAM-Floymape Cartagena genaamd, speelt reeds verschillende jaren in de Superdivisión Masculina. Ze participeerden reeds meerdere malen aan de eindronde die de landskampioen moet aanduiden.

### Basketbal
Na een rijke traditie vanaf de jaren zestig met CB Proexinca Cartagena, dat tijdens zijn glorieperiode uitkwam in de tweede afdeling, verdween de ploeg in de jaren negentig. Achteraf trachtten CB Mare Nostrum en CAB Cartagena de draad weer op te nemen. Vanaf het seizoen 2017-2018 speelt UPCT Club Basket Cartagena weer terug op het vierde niveau van het Spaans basketbal (Liga EBA oftewel Liga Española de Baloncesto Amateur) en Estudiantes Cartagena op het vijfde niveau (Primera División de Baloncesto).
Vanaf seizoen 2020-2021 zou CAB Cartagena onder de koepel van voetbalclub FC Cartagena komen en als F.C. Caragena-C.B. door het leven gaan. Deze professionalisering leverde onmiddellijk zijn vruchten af. Na de reguliere competitie kon de ploeg zich kwalificeren voor de play ups. Tijdens deze nacompetitie over drie wedstrijden, gaat de winnaar naar de liga LEB Plata. Ook de tweede plaats geeft recht op een barragewedstrijd tegen de tweede van de andere reeks. De eerste wedstrijd had plaats op 13 mei en werd met 75-57 gewonnen tegen Ciudad de Huelva. Ook de daaropvolgende wedstrijd werd op 14 mei vrij gemakkelijk gewonnen met 72-56 van de B-ploeg van Estudiantes Madrid. De laatste wedstrijd werd gespeeld op 15 mei tegen AEA Solidaria Llucmajor en moeizaam met 71-65 gewonnen. De promotie naar het derde niveau van het Spaans basketbal was daarmee een feit. Het eerste seizoen 2021-2022 in de LEB Plata werd een succes. De ploeg kon zich voor de eindronde plaatsen, maar de promotie ging verloren. Zelfde scenario tijdens het tweede seizoen 2022-2023. Op het einde van het seizoen 2023-2024 werd het team kampioen van de Oostelijke groep en speelde de finale tegen de winnaar van de Westelijke groep, CB Zamora. De thuiswedstrijd ging nog met 60-69 verloren, maar de uitwedstrijd te Zamora werd met 78-94 gewonnen, waardoor de promotie naar de LEB Oro (Liga Española de Baloncesto Oro), het tweede Spaanse niveau, een feit was.
Einde seizoen 2022-2023 kon een tweede ploeg van de stad, Estudiantes Cartagena haar promotie afdwingen naar de Liga EBA, het vierde niveau van het Spaans basketbal.

### Volleybal
De stad Cartagena kende het elite volleybal met UPCT Escáner Cartagena, dat vijf seizoenen op het hoogste niveau gespeeld heeft. De ploeg heeft zelfs de play-offs voor de titel betwist met een verdienstelijke zesde plaats in 2004. De club verdween op het einde van dat jaar als gevolg van financiële problemen en een gebrek aan subsidie.
Acheraf waren er nog een aantal teams die streden op lagere niveaus, zoals Club Polideportivo Mediterráneo (voorheen bekend onder de naam Club Voleibol Talasur Cartagena), totdat deze ploeg zich in 2010 tijdelijk teruggetrokken heeft als gevolg van financiële problemen. De ploeg speelt voor het ogenblik op regionaal niveau.
Bij de vrouwen kon AD El Algar-Surmenor meedoen op het tweede niveau van het Spaanse volleybal, todat het in 2010 afstand moest doen van het professioneel volleybal wegens economische problemen. Sindsdien vertoeft de ploeg in de regionale categorieën. Op het einde van het seizoen 2015-2016 werd de ploeg kampioen en keerde zo vanaf seizoen 2016-2017 terug naar het tweede niveau van het Spaanse volleybal (Superliga Femenina 2). Tijdens seizoen 2018-2019 werd de promotie weer afgedwongen en zo speelt de ploeg vanaf seizoen 2019-2020 in de Superliga Femenina, het hoogste niveau van het Spaanse vrouwen volleybal. De ploeg had voordat de coronapandemie uitbrak, haar behoud reeds verzekerd.
Vanaf seizoen 2020-2021 zou de ploeg onder de koepel van voetbalploeg FC Cartagena komen. De ploeg zou vanaf dat moment onder de naam F.C. Cartagena-Algar Surmenor opereren. Deze professionalisering kon echter niet beletten dat de ploeg als laatste eindigde en zo vanaf seizoen 2021-2022 weer aantrad in de Superliga Femenina 2.

### Atletiek
UCAM Atletismo Cartagena vertegenwoordigt de stad bij tijdens de Spaanse clubwedstrijden. De mannen doen dit in de División de Honor en de vrouwen in de Primera División.

### Handbal
Na jaren hun reeks van de Segunda División Nacional overvleugeld te hebben, maar zonder de promotie tijdens de eindronde afgedwongen te hebben, speelt CAB Cartagena vanaf seizoen 2020-2021 in de Primera División Nacional. Dit is na de Liga ASOBAL en de División de Plata het derde niveau van de Spaanse handbalcompetitie. De ploeg kwam vanaf dit seizoen onder de koepel van de voetbalclub FC Cartagena, en zou voortaan als F.C. Cartagena CAB door het leven gaan.

### Zeilen
Het jacht 'Enewtec' uit Cartagena heeft in 2023 en 2024 de overwinning behaald tijdens de regatta categorie ORC 4 van de "Trofeo SM La Reina - Regata Homenaje a la Armada - Copa Almirante Marcial Sánchez-Barcaíztegui".  Het handelt om een internationale wedstrijd, die in de wateren van Valencia gehouden wordt.

## Bekende inwoners van Cartagena

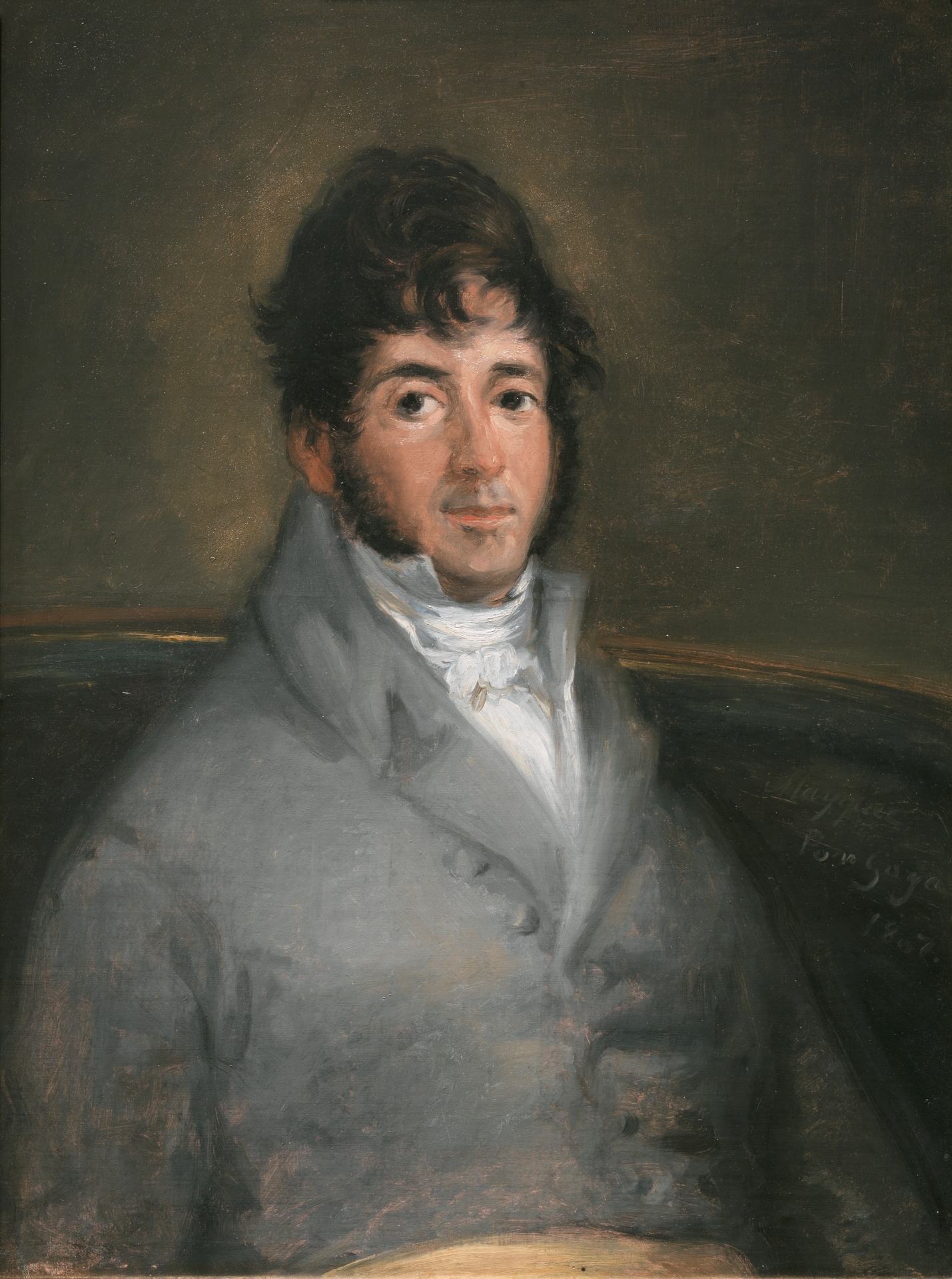
Acteur Isidoro Máiquez, portret van Francisco de Goya in het Museo del Prado

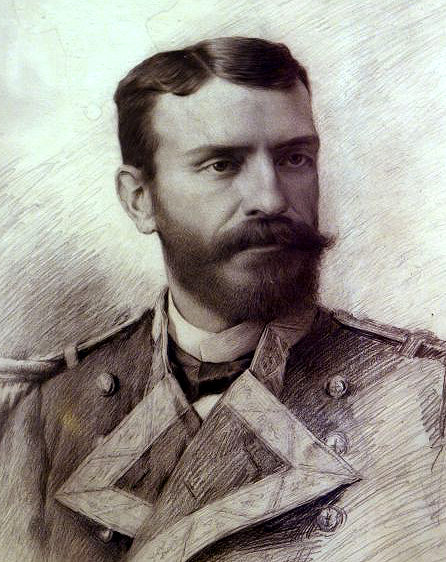
Isaac Peral, uitvinder van de eerste onderzeeboot met elektromotor, bekend onder de naam Peral

### Geboren
- Leander van Sevilla (534-600/601), heilig verklaarde aartsbisschop
- Isidorus van Sevilla (560-636), heilig verklaarde aartsbisschop
- Marcos Jiménez de la Espada (1831-1898), herpetoloog, zoöloog, ontdekkingsreiziger en schrijver
- Isaac Peral y Caballero (1851-1895), militair en wetenschapper
- Juan Luis Beigbeder y Atienza (1888-1957), militair en politicus
- Ramón Serrano Suñer (1901-2003), politicus
- Antonio Oliver Belmás (1903-1968), dichter
- Carmen Conde Abellán (1907-1996), dichteres, prozaïste, toneelschrijfster en essayiste
- Isidoro Valverde Álvarez (1929-1995), militair, schrijver (vooral geschiedenis Cartagena) en journalist
- Joaquín Navarro-Valls (1936-2017), directeur van het Vaticaanse Persbureau
- Arturo Pérez-Reverte (1951), schrijver en journalist
- Federico Trillo-Figueroa y Martínez-Conde (1952), politicus
- José Antonio Sánchez Baíllo (1953), kunstschilder
- Eduardo Zaplana (1956), politicus
- Ángel Mateo Charris (1962), kunstschilder
- José Carlos Martínez (1969), danser en choreograaf
- José Alberto Pina Picazo (1984), componist en dirigent
- Rafa Mir (1997), voetballer
- Robert Sánchez (1997), voetballer

### Woonachtig (geweest)
- Hasdrubal de Schone (270 v. Chr.-221 v. Chr.), Carthaags veldheer en staatsman, stichter van Cartagena
- Hannibal Barkas (247 v. Chr.-183 v. Chr.), Carthaags generaal
- Antonio Álvarez Alonso, (11 maart 1867 en gestorven in Cartagena op 22 juni 1903) componist, dirigent en pianist

Albacete · Alicante · Almería · Ávila · Badajoz · Badalona · Barcelona · Bilbao · Burgos · Cáceres · Cádiz · Cartagena · Castelló de la Plana · Ceuta · Ciudad Real · Córdoba · A Coruña · Cuenca · Elche/Elx · Gijón · Girona · Granada · Guadalajara · L'Hospitalet de Llobregat · Huelva · Huesca · Jaén · Jerez de la Frontera · León · Lleida · Logroño · Lugo · Madrid · Málaga · Melilla · Mérida · Móstoles · Murcia · Oviedo · Ourense · Palencia · Palma · Las Palmas de Gran Canaria · Pamplona · Pontevedra · Sabadell · Salamanca · San Sebastián · Santa Cruz de Tenerife · Santander · Santiago de Compostella · Segovia · Sevilla · Soria · Tarragona · Terrassa · Teruel · Toledo · Valencia · Valladolid · Vigo · Vitoria-Gasteiz · Zamora · Zaragoza
Abanilla · Abarán · Águilas · Albudeite · Alcantarilla · Aledo · Alguazas · Alhama de Murcia · Archena · Beniel · Blanca · Bullas · Calasparra · Campos del Río · Caravaca de la Cruz · Cartagena · Cehegín · Ceutí · Cieza · Fortuna · Fuente Álamo de Murcia · Jumilla · La Unión · Las Torres de Cotillas · Librilla · Lorca · Lorquí · Los Alcázares · Mazarrón · Molina de Segura · Moratalla · Mula · Murcia · Ojós · Pliego · Puerto Lumbreras · Ricote · San Javier · San Pedro del Pinatar · Santomera · Torre-Pacheco · Totana · Ulea · Villanueva del Río Segura · Yecla